# Miribel (Ain)
Pour les articles homonymes, voir Miribel.
Miribel est une commune française, située dans le département de l'Ain en région Auvergne-Rhône-Alpes, à 13 km du centre-ville de Lyon. Elle fait partie de l'unité urbaine de la capitale régionale. Elle appartient également à la région naturelle de la Côtière même si son territoire s'étendant bien au-delà du coteau, le hameau des Échets se trouve plutôt à l'orée du plateau de la Dombes, au contraire de celui du Mas Rillier qui se trouve sur le coteau lui-même.
Elle est chef-lieu du canton de Miribel : celui-ci, qui fait partie de l'arrondissement de Bourg-en-Bresse, comporte huit communes.

## Géographie

### Localisation
Miribel se situe à 13 km du centre de Lyon, 40 km de Villefranche-sur-Saône et 50 km de Bourg-en-Bresse. C’est une ville de la région lyonnaise. La commune située au sud du plateau de la Dombes, fait partie de la petite région naturelle de la Côtière, de part et d’autre du canal qui porte son nom. Le territoire communal comprend donc un terroir agricole avec les deux hameaux du Mas Rillier et celui dit les Échets, la ville elle-même et une partie du parc de Miribel-Jonage.

### Communes limitrophes
Les communes limitrophes sont Mionnay, Neyron, Saint-Maurice-de-Beynost, Tramoyes, Cailloux-sur-Fontaines, Vaulx-en-Velin, Décines-Charpieu, Rillieux-la-Pape et Meyzieu.

### Climat
Pour des articles plus généraux, voir Climat d'Auvergne-Rhône-Alpes et Climat de l'Ain.
En 2010, le climat de la commune est de type climat océanique dégradé des plaines du Centre et du Nord, selon une étude du CNRS s'appuyant sur une série de données couvrant la période 1971-2000. En 2020, Météo-France publie une typologie des climats de la France métropolitaine dans laquelle la commune est dans une zone de transition entre le climat semi-continental et le climat de montagne et est dans la région climatique Bourgogne, vallée de la Saône, caractérisée par un bon ensoleillement (1 900 h/an), un été chaud (18,5 °C), un air sec au printemps et en été et des vents faibles.
Pour la période 1971-2000, la température annuelle moyenne est de 12,2 °C, avec une amplitude thermique annuelle de 18,3 °C. Le cumul annuel moyen de précipitations est de 855 mm, avec 9,4 jours de précipitations en janvier et 6,7 jours en juillet. Pour la période 1991-2020, la température moyenne annuelle observée sur la station météorologique de Météo-France la plus proche, « Lyon-Bron », sur la commune de Bron à 10 km à vol d'oiseau, est de 13,0 °C et le cumul annuel moyen de précipitations est de 820,8 mm,. Pour l'avenir, les paramètres climatiques de la commune estimés pour 2050 selon différents scénarios d'émission de gaz à effet de serre sont consultables sur un site dédié publié par Météo-France en novembre 2022.

### Relief et géologie
La superficie de la commune est de 2 449 hectares ; son altitude varie entre 168 et 314 mètres
La commune de Miribel est en termes de relief, séparée en trois parties distinctes : au sud, la zone la moins élevée est composée du parc de Miribel-Jonage et d'une zone entourant le canal de Miribel. Plus au nord, la route départementale « RD 1084 » (anciennement la route nationale 84 et connue sous l'appellation « route de Genève ») marque les prémices du coteau sur lequel se trouve le hameau du Mas Rillier, la Vierge du Mas Rillier et le Carillon du Mas Rillier. Plus au nord encore, ce coteau débouche sur ce qui devient ensuite le plateau de la Dombes, point culminant du territoire de la commune ; il est également l'explication de la toponymie de la Côtière. Le hameau des Échets se trouve sur ce plateau.

### Hydrographie

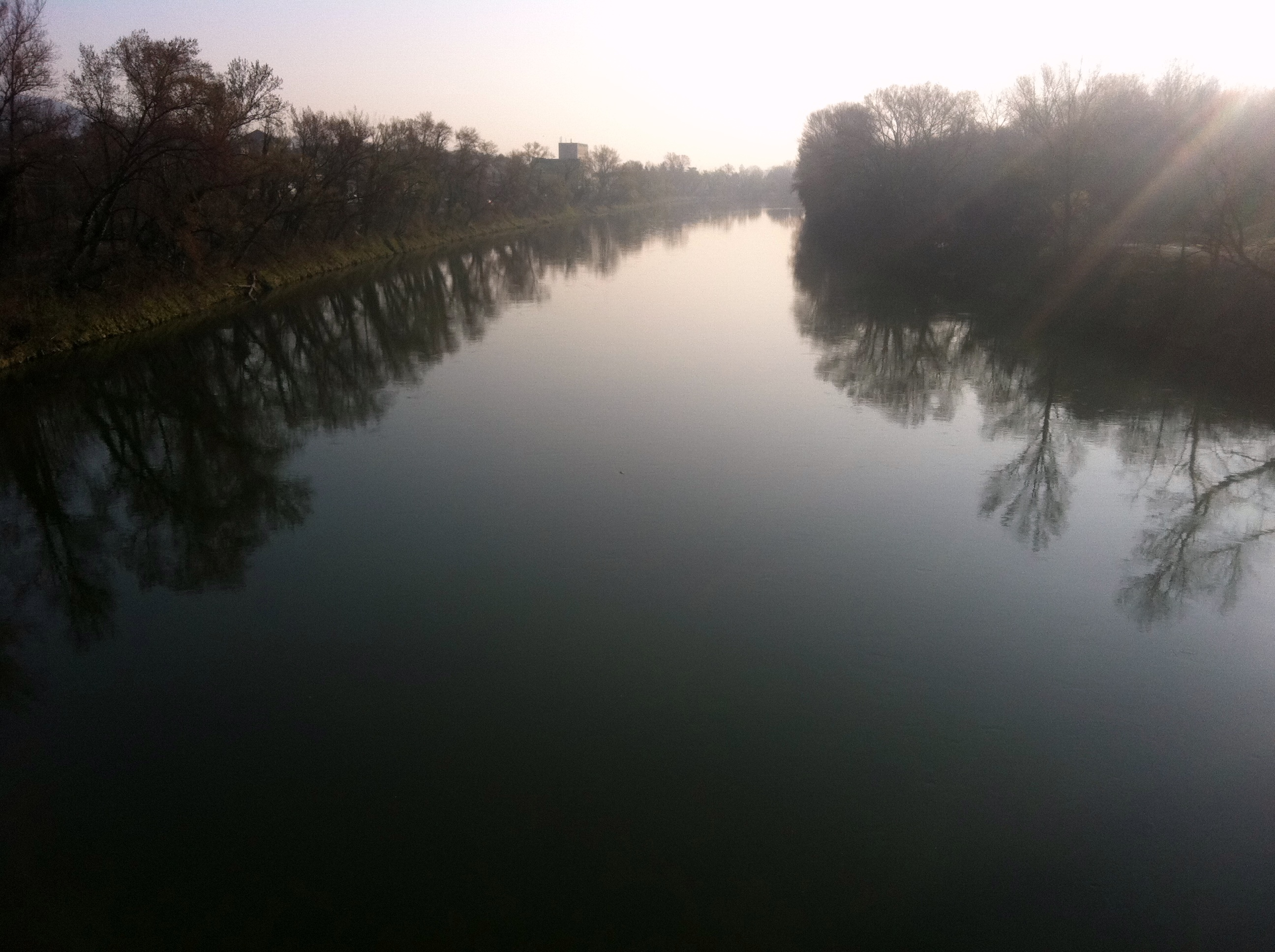
Le canal de Miribel au petit matin (depuis le pont de Miribel).

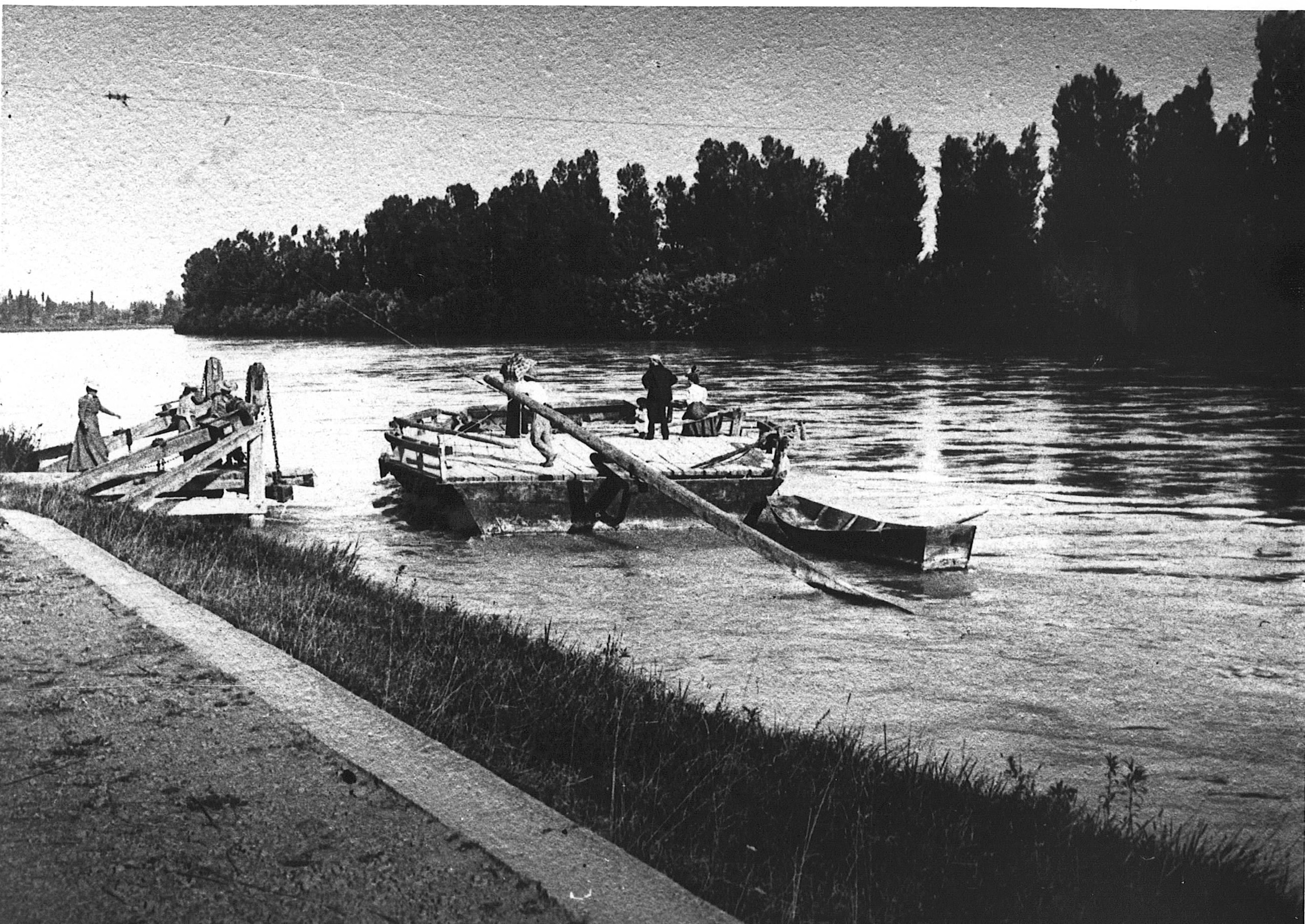
Exemple de bac à traille destiné à la traversée du canal de Miribel dans les années 1910 à Neyron.

On dénombre plusieurs cours d'eau à Miribel : outre le canal de Miribel, qui constitue une dérivation artificielle du Rhône débutant à Jons et à Niévroz et aboutissant à Caluire-et-Cuire, la commune est traversée par le ruisseau des Échets portant le nom du hameau de Miribel près duquel il prend sa source et long de 12,6 km, qui se jette dans la Saône. Enfin, le ruisseau des Ormes, long de 7 km coule dans les cantons de Miribel et de Montluel et en particulier à Miribel. C'est un affluent du ruisseau des Échets.
Le lac des Eaux Bleues est situé partiellement sur le territoire de la commune.
La commune est particulièrement exposée au risque naturel d'inondations en raison des ruissellements sur le « coteau » (et dans une moindre mesure en raison des crues éventuelles du canal de Miribel) induisant ainsi une politique dédiée de prévention des risques naturels à Miribel.

### Voies de communication et transports

#### Voies routières
Le territoire communal est également traversé par plusieurs routes départementales. Le centre-ville est traversé par la RD 1084, anciennement la route nationale 84 entre Lyon et Genève. Le hameau du Mas Rillier est lui traversé par la RD 71 reliant Rillieux-la-Pape à Tramoyes. Quant au hameau des Échets, il est traversé par la RD 1083 (anciennement la route nationale 83 reliant Lyon à Bourg-en-Bresse).

##### Autoroutes
Le territoire de la commune est traversé par l'autoroute A46 dont la sortie no 3 « Les Échets » dessert la commune. Vers le sud du territoire communal, l'autoroute passe à proximité immédiate de Miribel, à Neyron, au niveau du viaduc Hélène-et-Victor-Basch.
Il est également traversé par l'autoroute A42 dont la sortie no 4 « Neyron, Miribel, Parc de Miribel-Jonage » dessert la commune.
Enfin, le dernier tronçon de l'A432 entre Les Échets et La Boisse, est ouvert depuis février 2011. Il a fait l'objet de travaux, notamment de la construction d'un viaduc, à La Boisse, entre 2008 et 2011. Ce tronçon permet de rallier l'A42 depuis l'A46 et réciproquement.

#### Transport ferroviaire

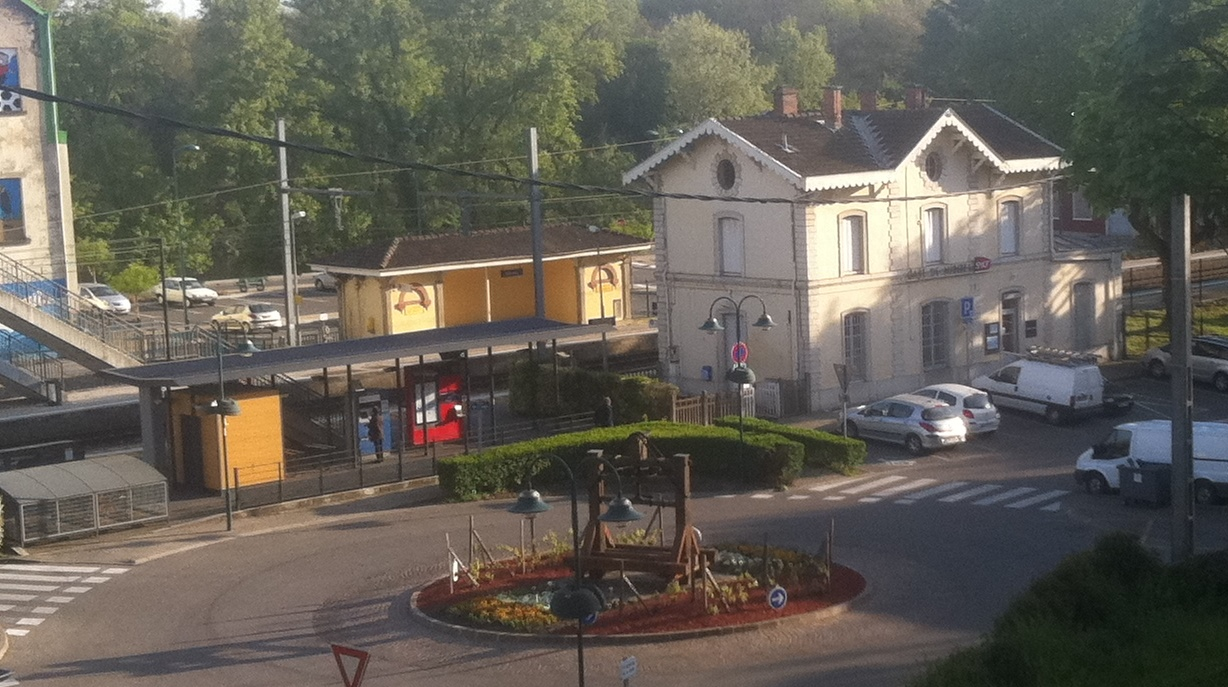
Vue en hauteur de la gare de Miribel.

La commune est traversée par deux lignes de chemin de fer. Le centre-ville et sa gare sont desservies par la voie Lyon - Ambérieu-en-Bugey et Les Échets par la ligne Lyon - Bourg-en-Bresse.

#### Transports routiers
Les cars départementaux du conseil général de l'Ain, ont plusieurs arrêts sur le territoire de la commune, en particulier sur la route départementale « RD 1084 », anciennement la route nationale 84, appelée également « route de Genève » : la ligne 132, entre Bourg-en-Bresse et Lyon et la ligne 171, entre Montluel et Lyon.

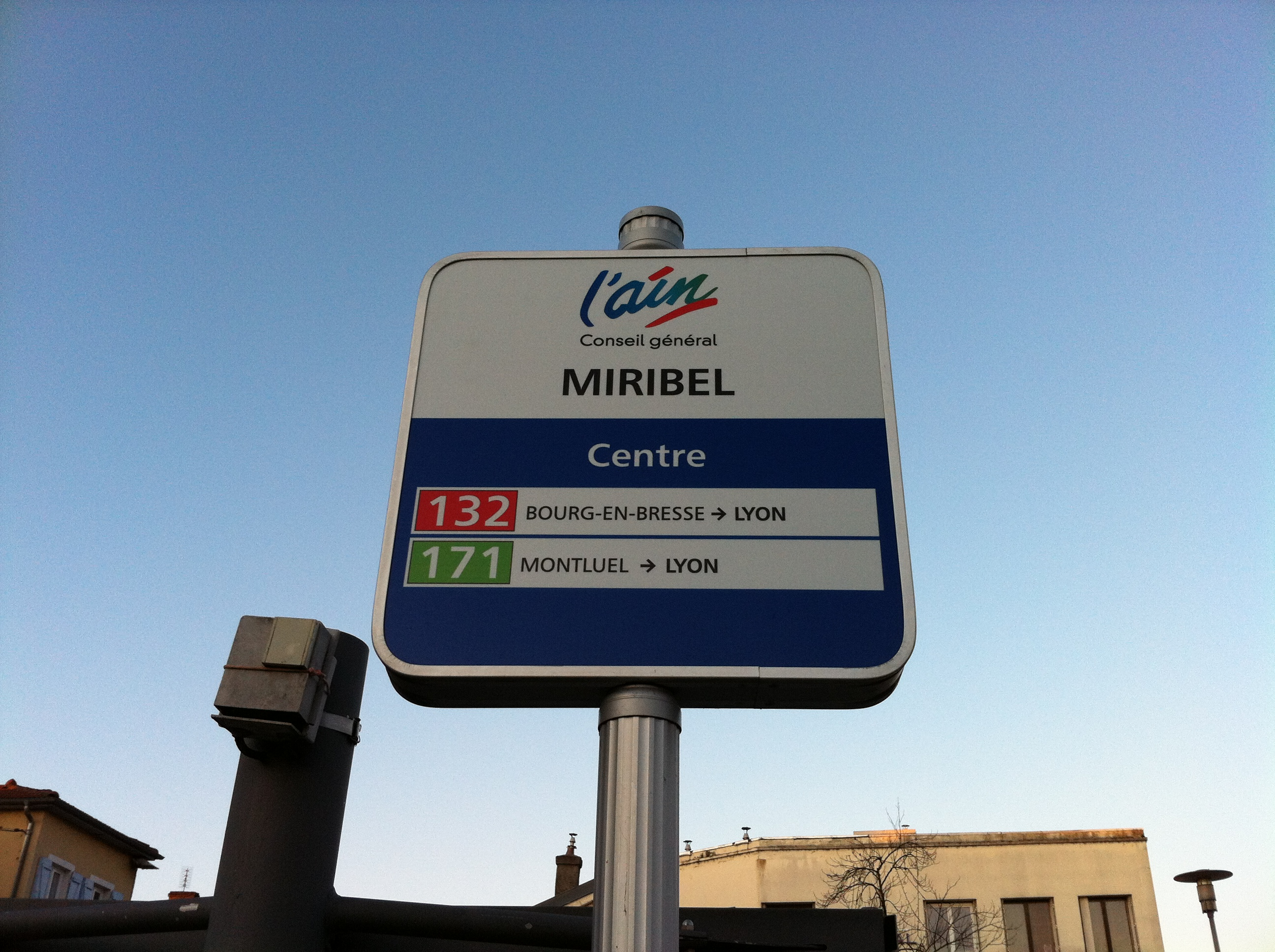
Panneau de l'arrêt Miribel-centre des cars de l'Ain.
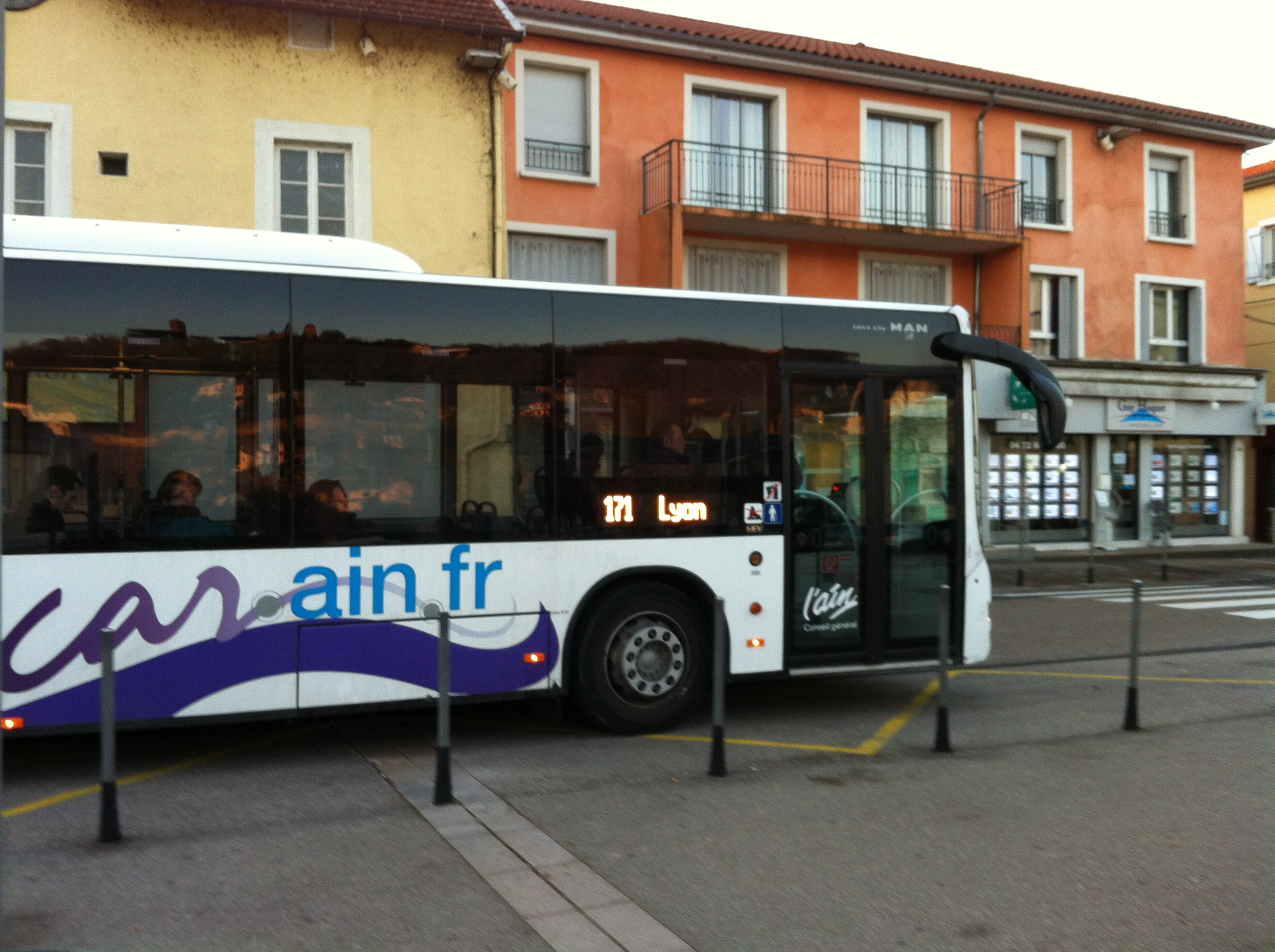
Le bus 171 à Miribel.

#### Autobus
Le réseau de bus Colibri de la communauté de communes de Miribel et du Plateau dont l'exploitation débute en février 2012, compte quatre lignes qui desservent le bourg de Miribel, Les Échets et le Mas Rillier.

## Urbanisme

### Typologie
Au 1er janvier 2024, Miribel est catégorisée ceinture urbaine, selon la nouvelle grille communale de densité à 7 niveaux définie par l'Insee en 2022.
Elle appartient à l'unité urbaine de Lyon, une agglomération inter-départementale dont elle est une commune de la banlieue,. Par ailleurs la commune fait partie de l'aire d'attraction de Lyon, dont elle est une commune de la couronne,. Cette aire, qui regroupe 397 communes, est catégorisée dans les aires de 700 000 habitants ou plus (hors Paris),.

### Occupation des sols
L'occupation des sols de la commune, telle qu'elle ressort de la base de données européenne d’occupation biophysique des sols Corine Land Cover (CLC), est marquée par l'importance des territoires agricoles (65,8 % en 2018), en augmentation par rapport à 1990 (64,3 %). La répartition détaillée en 2018 est la suivante : terres arables (54,8 %), zones urbanisées (11,4 %), zones agricoles hétérogènes (9,7 %), forêts (8,9 %), zones industrielles ou commerciales et réseaux de communication (8,1 %), eaux continentales (3,9 %), zones humides intérieures (1,9 %), prairies (1,3 %).
L'évolution de l’occupation des sols de la commune et de ses infrastructures peut être observée sur les différentes représentations cartographiques du territoire : la carte de Cassini (XVIIIe siècle), la carte d'état-major (1820-1866) et les cartes ou photos aériennes de l'IGN pour la période actuelle (1950 à aujourd'hui).

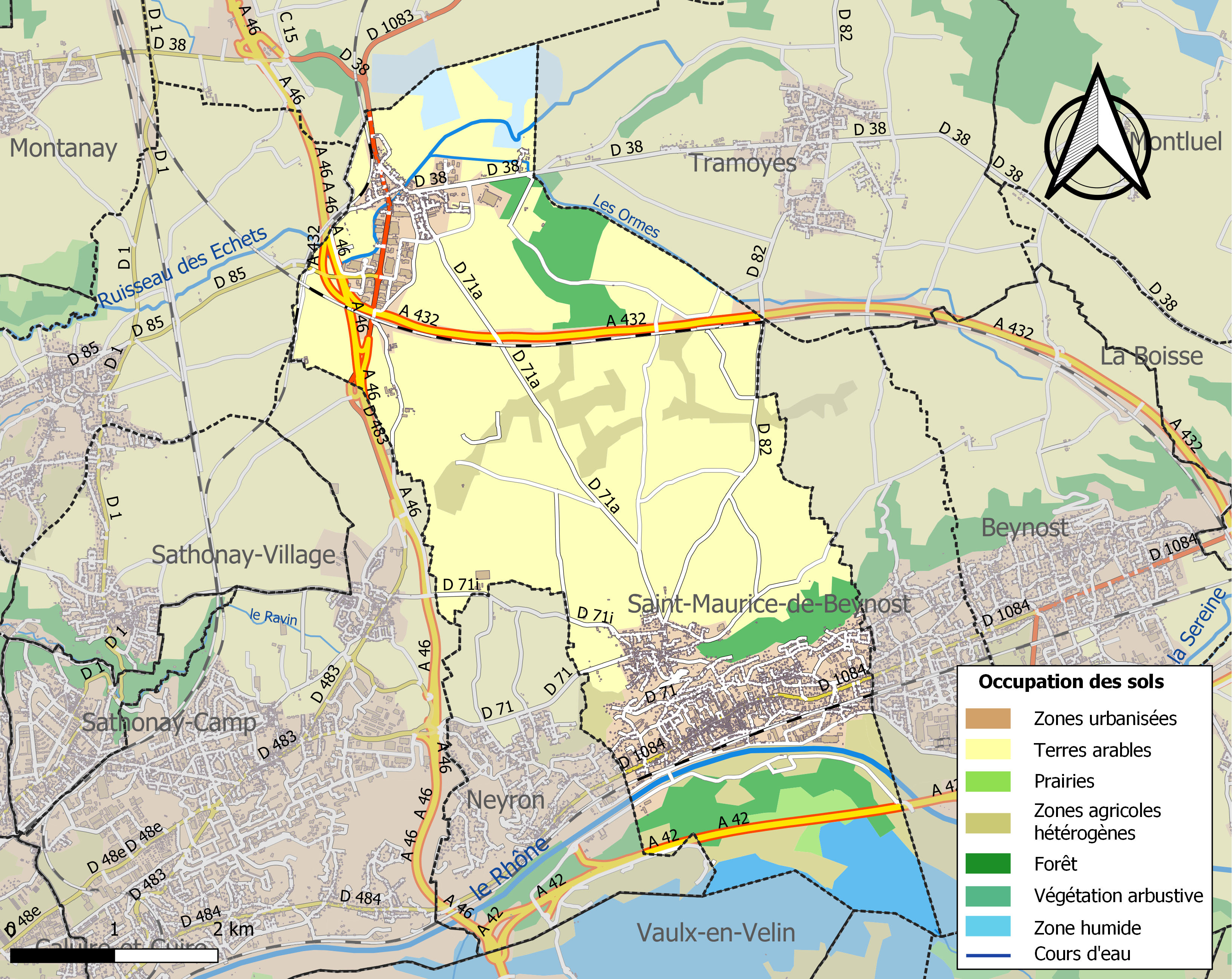
Carte des infrastructures et de l'occupation des sols de la commune en 2018 (CLC).

### Logement
En 2009, le nombre total de logements dans la commune était de 3 800, alors qu'il était de 3 222 en 1999.
Parmi ces logements, 94,5 % étaient des résidences principales, 0,6 % des résidences secondaires et 4,9 % des logements vacants. Ces logements étaient pour 49,9 % d'entre eux des maisons individuelles et pour 49,8 % des appartements.
La proportion des résidences principales, propriétés de leurs occupants était de 56,0 %, en légère hausse par rapport à 1999 (53,5 %). La part de logements HLM loués vides (logements sociaux) était en baisse : 17,7 % contre 20,1 % en 1999, leur nombre ayant diminué de 721 à 705(.
Depuis l'adoption de la loi Alur par décret no 2013-392 du 10 mai 2013, la commune de Miribel est l'une des 27 communes de l'Ain catégorisée en zone tendue.

### Projets d'aménagements
La commune est dotée depuis 2007 d'un plan local d'urbanisme. Elle dispose également d'un site patrimonial remarquable (SPR) et d'un plan de protection des risques naturels (PPRN).

## Toponymie
Le nom de la localité est attesté sous les formes latinisées Miribello en 1097, [oppidum] Miribelli en 1218.
Il s'agit d'un type toponymique fréquent qui est utilisé dans ce cas sous sa forme franco-provençale : de miri, mire « regarde ! » et bé, bel « [ce qui est] beau », d'où le sens global de « beau point de vue ». Le panorama visible depuis le parvis de la Vierge du Mas Rillier permet en effet de voir la plaine de l'Ain jusqu'au Bugey à l'est et Lyon jusqu'au monts du Lyonnais à l'ouest.
Il correspond aux types toponymiques d'oïl, Mirebel, Mirbel, Mirebeau et occitan Mirabel.

## Histoire

### Antiquité

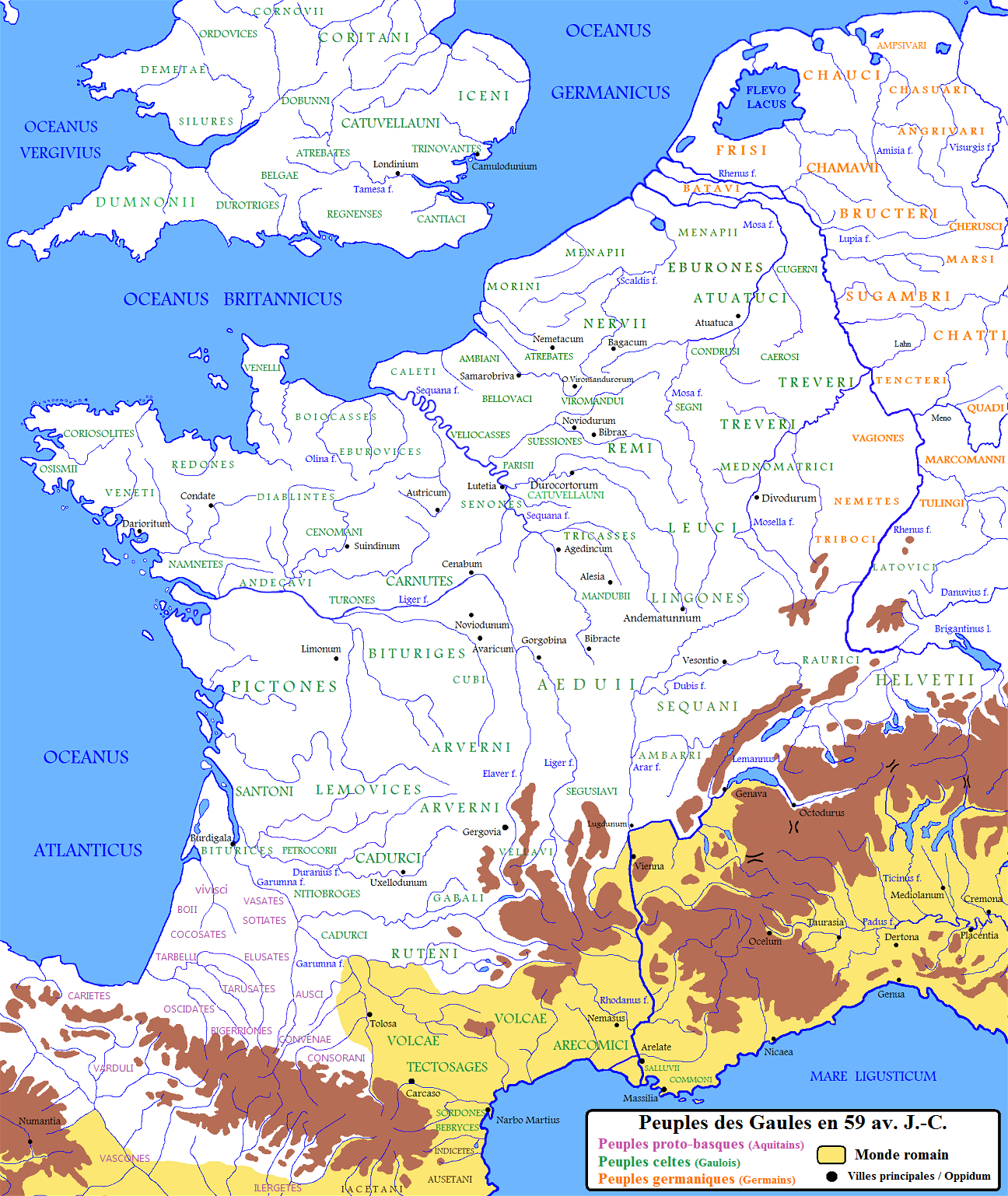
Une carte des peuples gaulois. Le département de l'Ain abrite le peuple des Ambarres.

Avant la conquête romaine, le territoire du département de l'Ain est occupé par le peuple gaulois des Ambarres, dont le nom signifie « vivant des deux (amb) côtés de la Saône (Arar, la Saône) ». Cette terminologie se retrouve également dans le nom d'Ambérieux-en-Dombes en amont du Rhône, au nord-est de Saint-Miribel.
La conquête romaine ne laisse pas de trace tangible dans le département et le territoire communal est mal connu, notamment en l'absence totale de découverte archéologique ou de source bibliographique. Toutefois, la présence romaine semble avoir pour conséquence une remontée des populations de la plaine fluviale au sommet ou sur la crête de la Côtière, probablement due à la traversée de la voie romaine d'Helvétie et de Germanie que l'on suit régulièrement entre Lugdunum, l'antique ville de Lyon, aux points plus en amont du Rhône comme Montluel pour aboutir à Saint-Sorlin-en-Bugey où l'on perd sa trace plus à l'est. La voie pourrait ainsi atteindre Genève pour relier Lugdunum, alors capitale des Gaules, aux colonies de Noviodunum (actuelle Nyon sur les bords du Léman) et d'Augusta Raurica (actuelle Augst) en Helvétie.
Le Rhône serait en revanche peu navigable bien que le transport de matériaux comme les pierres de Seyssel soit attesté.

### Moyen Âge
Au Moyen Âge, la commune semble avoir fait partie du royaume de Bourgogne jusqu’en 943. Ensuite et jusqu'au XIIe siècle, le territoire de la commune actuelle aurait dépendu du comté de Mâcon pour enfin, être intégré aux possessions des comtes de Chalon (centrée sur l'actuelle ville de Chalon-sur-Saône), puis par mariage aux sires de Bâgé (car Alix de Chalon, sœur de Guillaume III de Chalon, transmet vers 1203 à son 2e époux Ulric V de Bâgé). Au XIVe siècle Miribel est une châtellenie savoyarde frontalière du Dauphiné, auquel elle appartenait avant 1355.

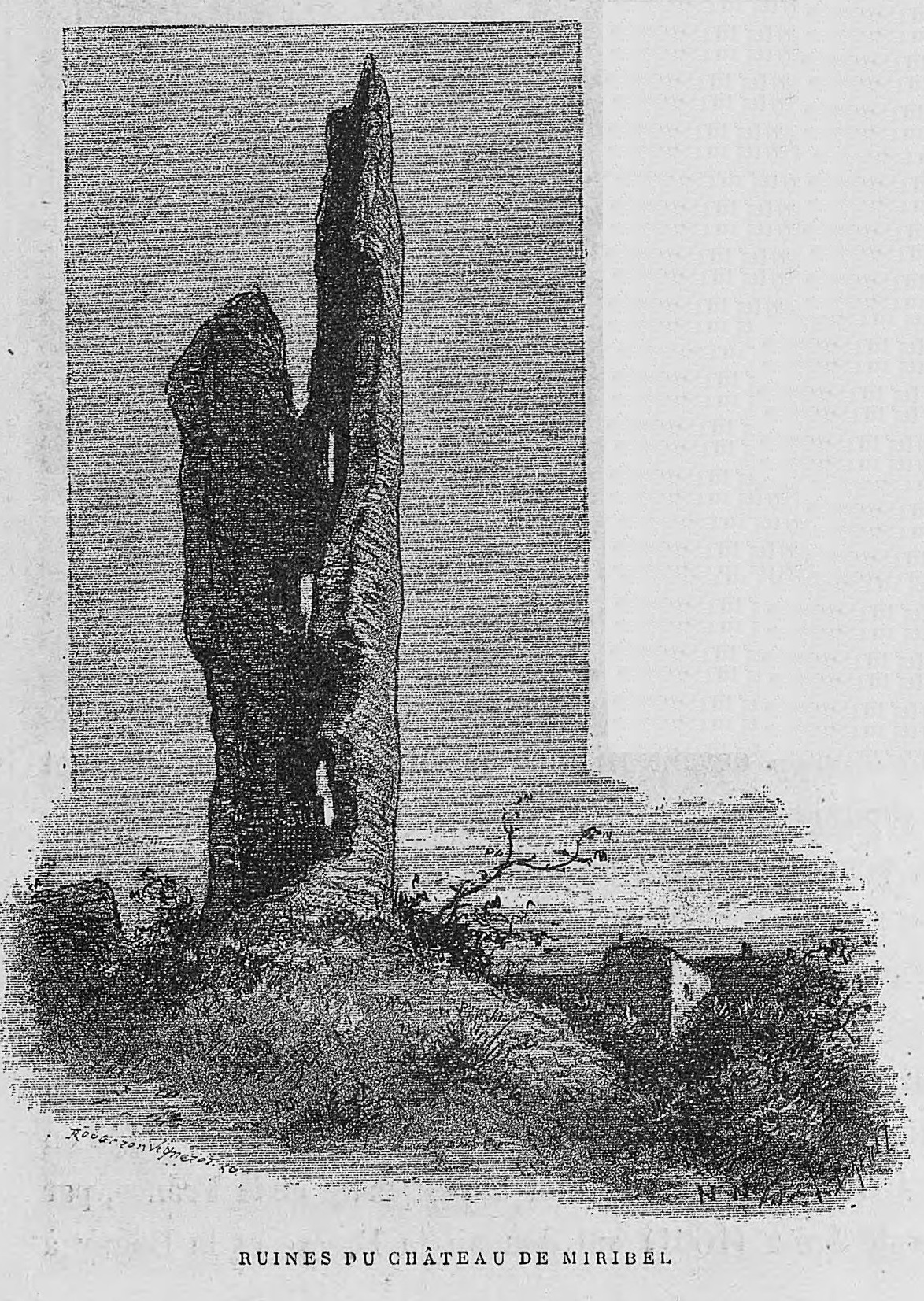
Ruines illustrées par Joannès Drevet (1854–1940).

Malgré l'absence de références sur le sujet, le territoire de la commune devait relever d'une seigneurie locale ; la seigneurie de Miribel qui avait pour centre le château éponyme. Le mariage du 15 juillet 1218 entre la fille du sire de Baugé et Humbert V de Beaujeu fait passer Miribel dans le domaine des Beaujeu.
Guichard V, accorde, au mois de juin 1253, aux habitants de Miribel, une charte de franchises et libertés.
Le chapitre de Saint-Paul de Lyon, qui avait acquise l'église de Miribel avec toutes ses dépendances et ses droits, aux XIe et XIIe siècles, nomma à la cure jusqu'à la Révolution. Ce même chapitre avait acheté, en 1266, la part des dîmes qui appartenait à Pierre de Mont-d'Or, et, en 1303, la rente noble qu'y percevaient les seigneurs de Montluel. Miribel formait une des obédiences de Saint-Paul. En 1272, la moitié de cette obédience fournissait quatre prébendes.
Les religieux d'Ainay possédaient aussi des droits à Miribel, en vertu d'une concession que leur firent Humbert, sire de Beaujeu, et Marguerite de Bâgé.
Les revenus de la cure consistaient en 6 ânées de vin, 10 ânées de blé prélevées sur les dîmes et dans le produit d'une terre de trois bicherées et d'une vigne de 12 fossorées.
Les habitants de Miribel jouissent encore de la majeure partie des communaux, qui leur furent concédés, le 2 juillet 1307, par Guichard VI (ou VII) le Grand de Beaujeu et, le 4 juin 1463, par Amédée IX, duc de Savoie. 
En effet, Miribel était passé des Beaujeu au dauphin Humbert II (par la conquête et l'annexion, en avril-mai 1348, au détriment du maréchal Édouard Ier de Beaujeu) puis à la maison de Savoie (par le traité du 5 janvier 1354 signé entre Jean le Bon, son fils le dauphin Charles, et le comte Amédée VI de Savoie).
En 1375, il est signalé la présence de Bretons, sans doute des mercenaires sans emploi.

### Renaissance
La Renaissance voit le rattachement progressif de la Dombes, à laquelle appartient alors Miribel, à la France. En 1523, François Ier institua alors un Parlement afin d'administrer la Dombes en son nom : le parlement de Dombes qui siégea d'abord à Lyon, par « territoire emprunté ».

### Révolution française
La commune est sous la tutelle du marquisat de Miribel ; les décrets de la nuit du 4 au 5 août 1789 ont pour conséquence de l'abolir.

### XIXeetXXesiècles

#### Les prémices d'une station thermale
Miribel a constitué une station thermale au XIXe siècle. En effet, la source du "joli bois des Boulées" étant ferrugineuse et naturellement gazeuse, un établissement thermal fut créé et inauguré le 31 juillet 1864 en présence du maire de l’époque, François Favrot. Mais dès l'année suivante, son successeur à la mairie, Henri Grobon, participa à faire fermer l'établissement, estimant que l'avenir de Miribel était plutôt industriel.

#### Seconde Guerre mondiale

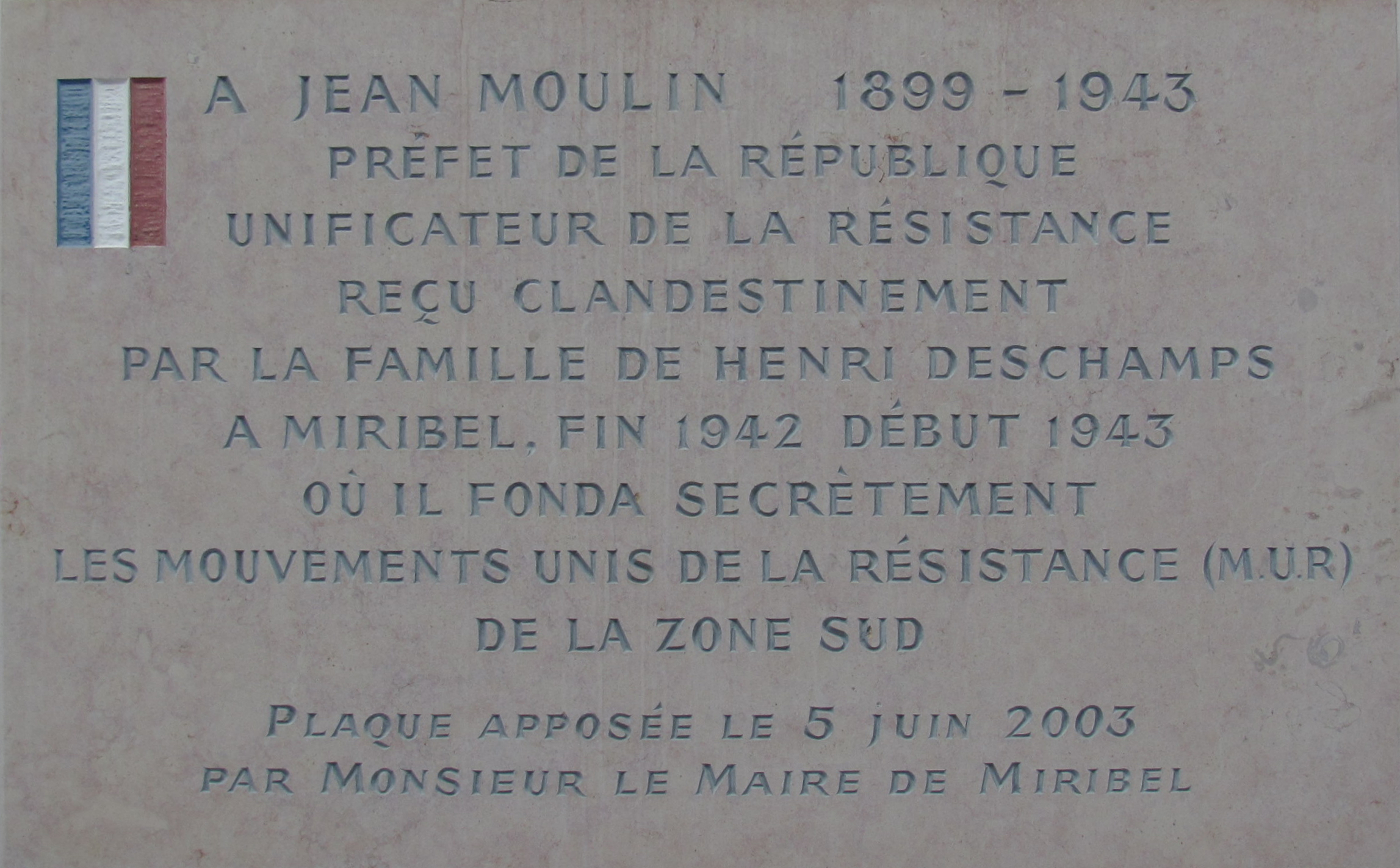
Plaque commémorative de la création des Mouvements unis de la Résistance, à Miribel.

Les Mouvements unis de la Résistance sont créés à la suite de réunions entre Jean Moulin, Henri Frenay, chef du mouvement Combat, d'Emmanuel d'Astier de La Vigerie, chef de Libération-Sud, Jean-Pierre Lévy, chef de Franc-Tireur. La formalisation de cette unification a eu lieu le 26 janvier 1943, au domicile d'Henri Deschamps à Miribel
À proximité immédiate de Miribel, à Neyron, furent assassinés par la Milice française, Hélène et Victor Basch, en janvier 1944. Sur le lieu précis de leur assassinat avait été érigé le mémorial Hélène-et-Victor-Basch qui a ensuite été déplacé lors de la construction du viaduc de Sermenaz.
Le 10 août 1944, Miribel et le Mas Rillier sont l'objet d'une rafle effectuée par des soldats allemands et la Milice française. Une vingtaine d'habitants se retrouve dans une carrière à Crépieux, alors commune de l'Ain, afin d'être fusillés. Un contre-ordre de la Wehrmacht les sauvera.
Le camp Didier basé à Mionnay, dépendait du 4e secteur de l'armée secrète dans le Rhône. Ses effectifs comprenaient, entre autres, des Miribelans. Le camp Didier participa à la bataille de Meximieux, événement qui valut à cette ville d'être décorée de la médaille de la Résistance. Enfin, le 3 septembre 1944, Miribel est libérée par les fusiliers marins des Forces françaises libres.
En 1998, Marie Lacroix a reçu la distinction de Juste parmi les nations pour avoir hébergé de 1942 à 1945, quatre enfants juifs confiés par leurs parents.

## Politique et administration

### Tendances politiques

#### Élections présidentielles
Élections présidentielles, résultats des deuxièmes tours :
- Élection présidentielle de 2002[34]: 77,99 % pour Jacques Chirac (RPR), 22,01 % pour Jean-Marie Le Pen (FN), 78,80 % de participation.
- Élection présidentielle de 2007[35]: 61,38 % pour Nicolas Sarkozy (UMP), 38,62 % pour Ségolène Royal (PS), 85,34 % de participation.

#### Élections cantonales[Note 5]
- élections cantonales de 2011 (2e tour)[36]: 59,4 % pour Pierre Goubet (DVG), 40,6 % pour Caroline Terrier (UMP), 36,2 % de participation.
- élections cantonales de 2004 (élection au 1er tour), résultats des deux meilleurs scores[37]: 62,2 % pour Jacques Berthou (DVG), 14,1 % pour Patrick Bouchard (FN), 61,7 % de participation.

#### Élections municipales
La commune comptant plus de 3 500 habitants l'élection des conseillers municipaux est au Scrutin de liste à deux tours avec représentation proportionnelle : les candidats se présentent en listes complètes. Lors du vote, on ne peut faire ni adjonction, ni suppression, ni modification de l'ordre de présentation des listes.
De par sa taille, la commune dispose d'un conseil municipal de 29 membres (article L2121-2 du Code général des collectivités territoriales).
Lors du scrutin de 2008 il y eut un seul tour : la liste DVG menée par Jacques Berthou, Miribel passionnément obtenant les 29 sièges proposés (taux de participation : 49,65 %).

### Administration municipale
Le partage des sièges au sein du conseil municipal de la commune est le suivant :

### Liste des maires
Depuis 1945, huit maires se sont succédé à Miribel :
| Période | Période  | Identité                  | Étiquette | Qualité |
| ------- | -------- | ------------------------- | --------- | --- |
| 1934    | 1953     | Pétrus Besson (1890-1959) |           | Directeur des établissements Besson et Fils (teinture et apprêts). |
| 1953    | 1959     | Léon Drivot (1883-1970)   |           | Instituteur à Neyron puis à Miribel. Retraité lors de son mandat. |
| 1959    | 1971     | Jean Meiffre (1908-1996)  |           | Militaire (colonel). Retraité lors de son mandat. |
| 1971    | 1983     | Charles Billandon (1921-) |           | Huissier de justice. |
| 1983    | 1995     | Jean Beaufort (1928-)     | UDF       | Salarié à l'usine textile de Saint-Maurice-de-Beynost. Directeur de la maison de retraite Bon Séjour de 1964 à 1991. Conseiller général du canton de Miribel de 1982 à 1998. |
| 1995    | 2014     | Jacques Berthou           | DVG       | Ingénieur EDF Conseiller général du canton de Miribel de 1998 à 2009 Sénateur de l'Ain de 2008 à 2014.                                                                       |
| 2014    | 2020     | Sylvie Viricel            | DVG       | |
| 2020    | En cours | Jean-Pierre Gaitet        | DVD       | Conseiller départemental du canton de Miribel |

### Politique environnementale

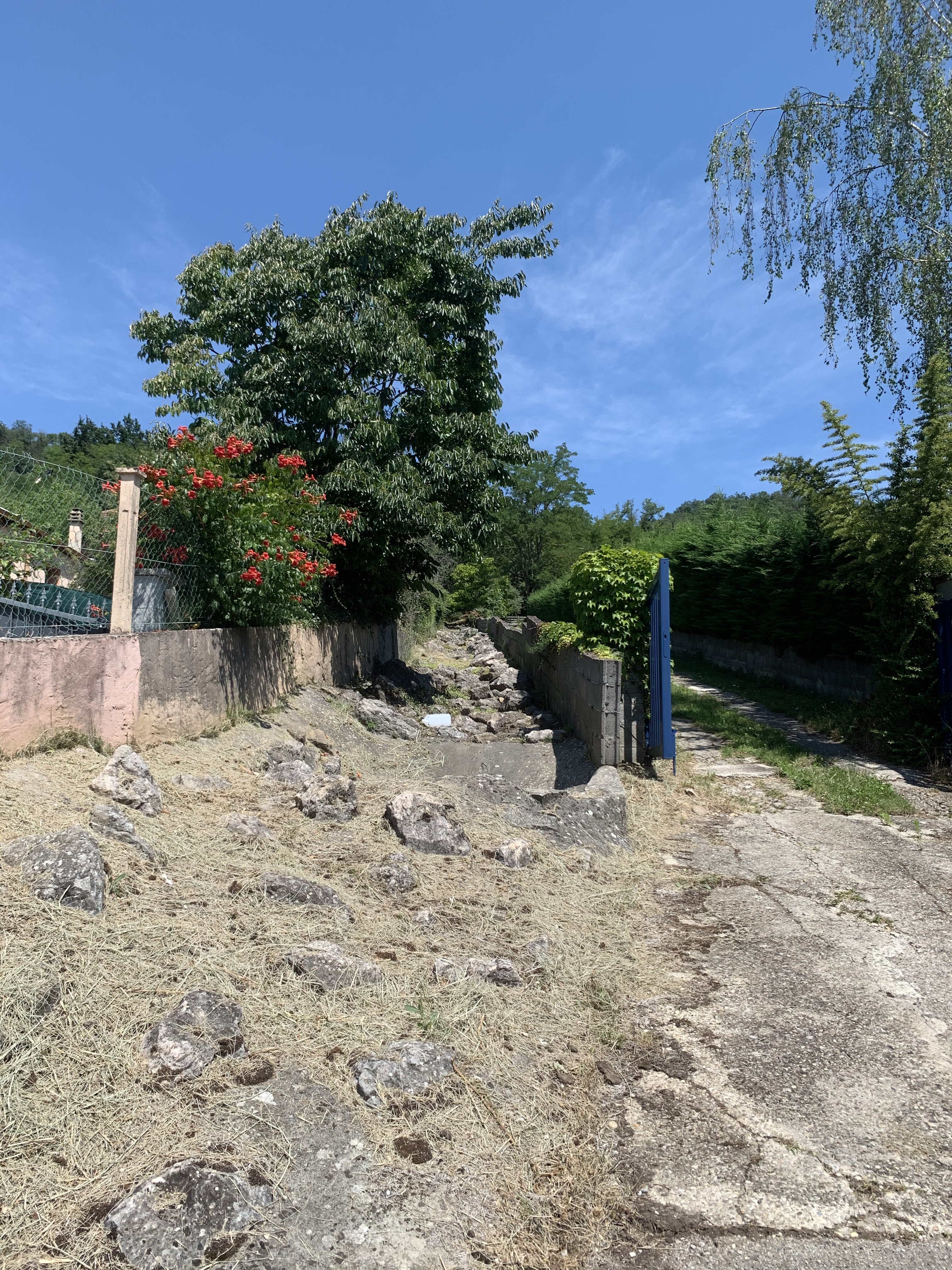
Le torrent du Cruy Bonnet (empierrement) sur le coteau à Miribel.

#### Membre du Symalim
Miribel est partie prenante du Symalim, le syndicat de gestion du Grand Parc de Miribel-Jonage dont deux des vocations principales sont : « maintenir le champ d’expansion des crues » et « préserver et valoriser le patrimoine naturel ».

#### Prévention des risques naturels
De plus, le risque d'inondations dues au ruissellement sur le coteau est particulièrement élevé à Miribel ; en effet, la commune a connu plus de dix inondations ayant fait l'objet d'un arrêté de catastrophe naturelle entre 1982 et 2006. Miribel est donc partie prenante du plan de prévention initié par la communauté de communes de Miribel et du Plateau ; en particulier, la création de bassins de rétention (dans chaque commune) et la construction de gabions (empierrement) sur le coteau, destinés à casser la vitesse de ruissellement.

### Jumelages
| \| Dianké \| Localisation de Dianké. |
| Dianké                               |

Au 1er juillet 2011, Miribel n'est jumelée avec aucune autre commune ; néanmoins, un partenariat existe avec Dianké au Mali.

## Population et société

### Démographie
Les habitants de la commune sont appelés les Miribelans.
L'évolution du nombre d'habitants est connue à travers les recensements de la population effectués dans la commune depuis 1793. Pour les communes de plus de 10 000 habitants les recensements ont lieu chaque année à la suite d'une enquête par sondage auprès d'un échantillon d'adresses représentant 8 % de leurs logements, contrairement aux autres communes qui ont un recensement réel tous les cinq ans,.
En 2022, la commune comptait 10 450 habitants, en évolution de +7,27 % par rapport à 2016 (Ain : +5,15 %, France hors Mayotte : +2,11 %).
| 1793  | 1800  | 1806  | 1821  | 1831  | 1836  | 1841  | 1846  | 1851  |
| ----- | ----- | ----- | ----- | ----- | ----- | ----- | ----- | ----- |
| 1 975 | 2 650 | 2 555 | 3 049 | 2 400 | 2 321 | 2 636 | 2 829 | 2 913 |

| 1856  | 1861  | 1866  | 1872  | 1876  | 1881  | 1886  | 1891  | 1896  |
| ----- | ----- | ----- | ----- | ----- | ----- | ----- | ----- | ----- |
| 3 026 | 3 139 | 3 360 | 3 205 | 3 480 | 3 076 | 3 262 | 3 420 | 3 339 |

| 1901  | 1906  | 1911  | 1921  | 1926  | 1931  | 1936  | 1946  | 1954  |
| ----- | ----- | ----- | ----- | ----- | ----- | ----- | ----- | ----- |
| 3 406 | 3 370 | 3 379 | 3 114 | 3 437 | 4 068 | 4 330 | 3 807 | 4 248 |

| 1962  | 1968  | 1975  | 1982  | 1990  | 1999  | 2005  | 2006  | 2011  |
| ----- | ----- | ----- | ----- | ----- | ----- | ----- | ----- | ----- |
| 4 580 | 5 651 | 6 237 | 7 053 | 7 683 | 8 539 | 8 895 | 8 847 | 9 031 |

| 2016  | 2021   | 2022   | - | - | - | - | - | - |
| ----- | ------ | ------ | - | - | - | - | - | - |
| 9 742 | 10 225 | 10 450 | - | - | - | - | - | - |

### Enseignement

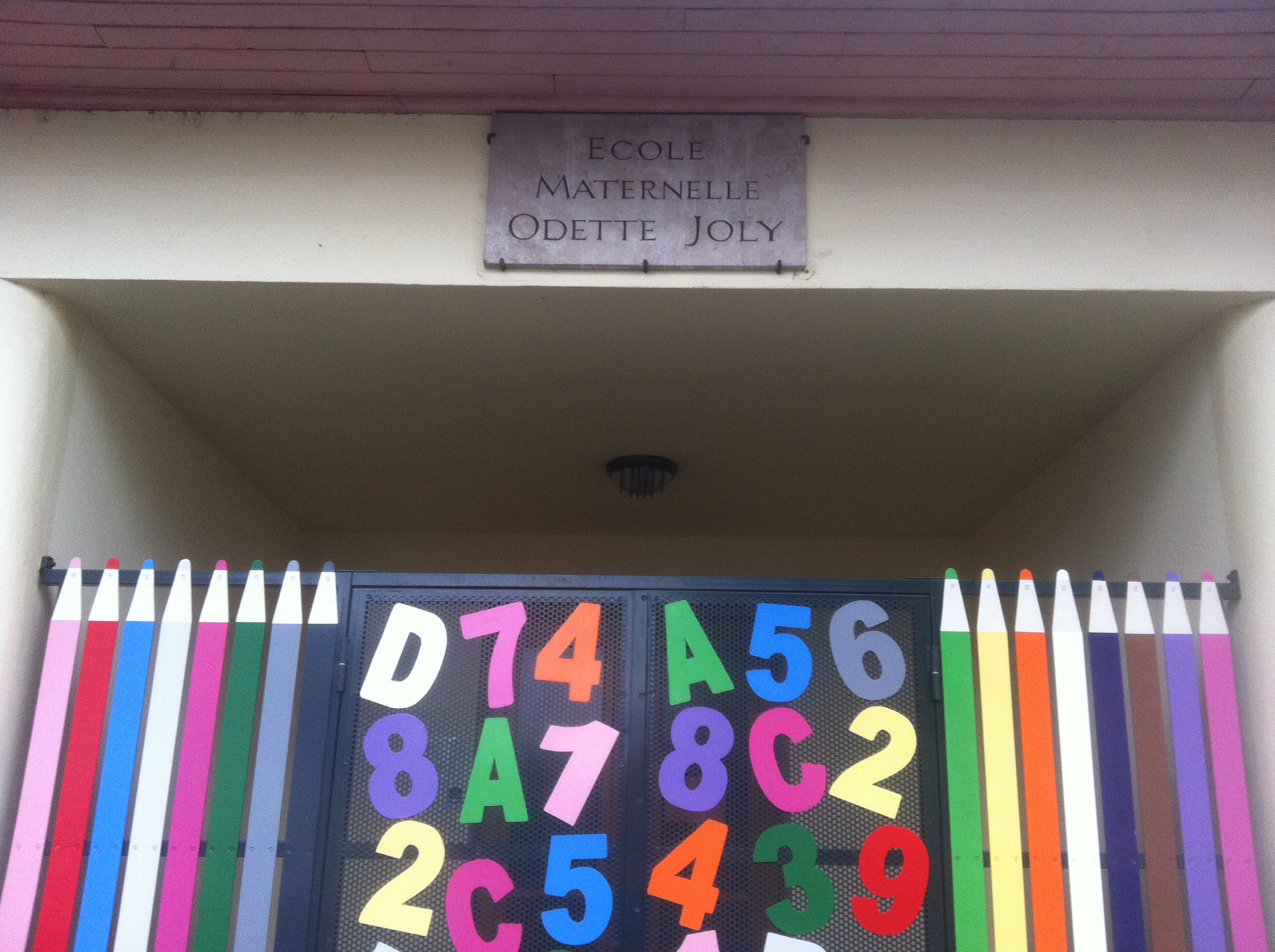
L'école maternelle Odette-Joly.

La commune compte plusieurs établissements scolaires, dont un d'enseignement privé.

#### Petite enfance et enseignement primaire
Outre l'école du Centre (maternelle Odette-Joly et école primaire Edgar-Quinet dont l’inauguration officielle eut lieu le 28 mai 1933 par Édouard Herriot en présence des parlementaires du département), la commune dispose du groupe scolaire Henri-Deschamps (dans le quartier de Saint Martin : maternelle et primaire), l'école du hameau du Mas Rillier (maternelle et primaire) et l'école Jean-de-La-Fontaine au hameau des Échets (maternelle et primaire).
L'institution Saint-Joseph, établissement privé sous contrat, dispose d'une maternelle et d'une école primaire.

#### Enseignement secondaire
Miribel dispose d'un collège public, le collège Anne-Frank (ouvert en 1974) et du collège privé de l'institution Saint-Joseph.
Les lycéens suivent leurs scolarités au lycée de La Côtière à La Boisse ou à Rillieux-la-Pape dans le Rhône.
L'institution Saint-Joseph, établissement privé sous contrat, dispose également de classes de lycée d'enseignement général et professionnel.

### Manifestations culturelles et festivités

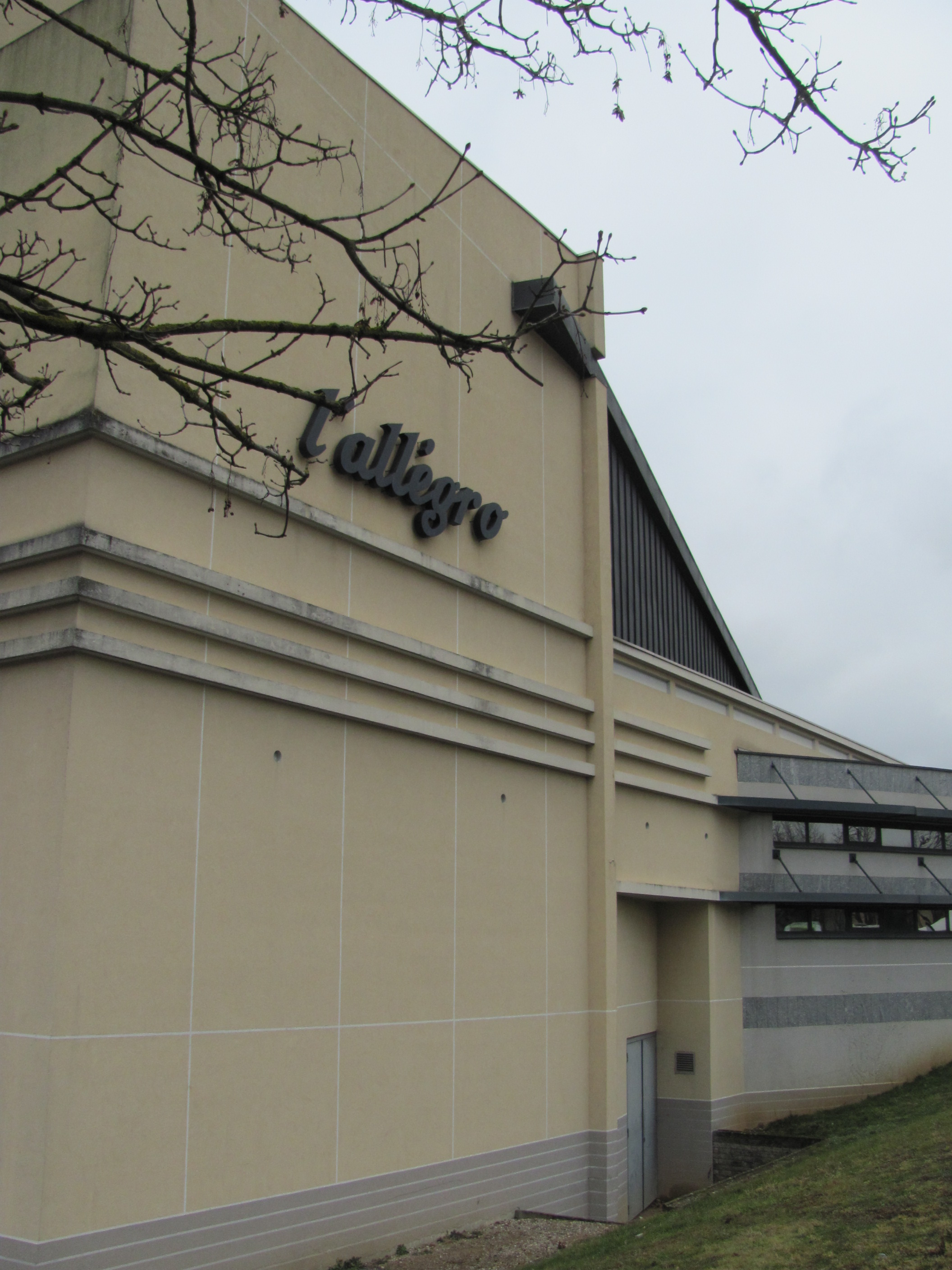
Vue de la salle de spectacles L'Allégro, à Miribel.

Le festival de jazz Swing sous les étoiles est organisé par l'office de tourisme de la communauté de communes de Miribel et du Plateau, tous les ans, la première semaine de juillet. Les concerts sont organisés sur l'esplanade de la Notre-Dame du Sacré-Cœur en lien avec des concerts de carillon. L'office culturel de Miribel propose lui, des spectacles dans les salles de l'Allégro. En novembre, se déroule la dernière foire existante, la foire de la Saint-Martin, le 1er ou 2e samedi du mois de novembre. La Grande Rue est alors interdite à la circulation et occupée par des marchands. Ce week-end de novembre se déroule également la vogue, fête foraine avec des manèges. Ces derniers restent jusqu'au week-end suivant, appelé « retour de vogue ». Enfin, la Brocante de Miribel organisée depuis les années 1970 par les parents d'élèves (le sous des écoles) se déroule tous les ans, le 3e week-end d'octobre sur la place de la République et à l'Allegro.

### Santé
Un certain nombre de praticiens indépendants sont installés à Miribel : plusieurs médecins et plusieurs dentistes.
Le service d'urgence le plus proche est celui de la clinique « Lyon Nord » à Rillieux-la-Pape.

### Sports
Le club de handball « Côtière Handball », fondé en 2003, compte en 2014 plus de 150 joueurs et joueuses âgés de 6 à 53 ans.
Le club de football de l'US Miribel a fusionné, en 1999, avec trois autres clubs de la Côtière : l'Olympique Saint-Maurice, l'ES Beynost et le FC Neyron, pour donner naissance à Ain Sud Foot, club dont le siège et le stade sont à Saint-Maurice-de-Beynost.
Les 28, 29 et 30 juin 2013, Miribel a accueilli les 30e championnats de France de caisse à savon.

### Médias
Deux hebdomadaires proposent des informations sur Miribel : Voix de l'Ain qui propose des informations locales pour les différentes régions du département de l'Ain et le Journal de la Côtière qui traite spécifiquement des évènements survenant dans les cantons de Miribel, Montluel et Meximieux.
Une station radio locale émet depuis Montluel, la Fréquence Côtière. Depuis les années 2000, son nom a évolué pour devenir la station FC radio, l'essentiel.

### Cultes

#### Culte catholique
Le culte catholique est pratiqué dans l'église Saint-Romain. Miribel est dans le groupement paroissial de Miribel qui dépend du diocèse de Belley-Ars dans la province ecclésiastique de Lyon. Les Échets dispose d'une chapelle et le Mas Rillier de l'église de l'Immaculée-Conception du Mas Rillier. L'église Saint-Martin n'est plus utilisée pour le culte.

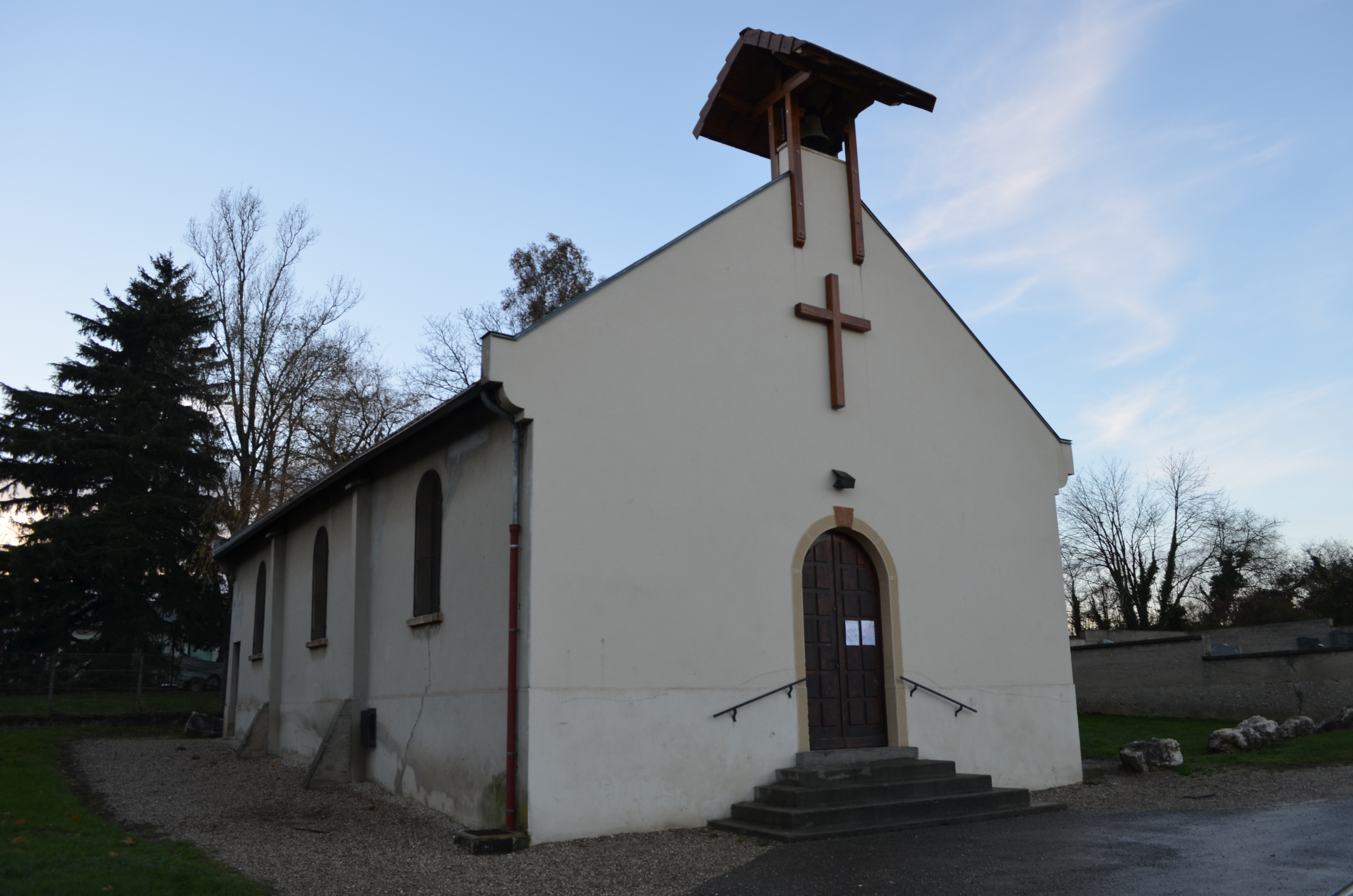
La chapelle des Ėchets.
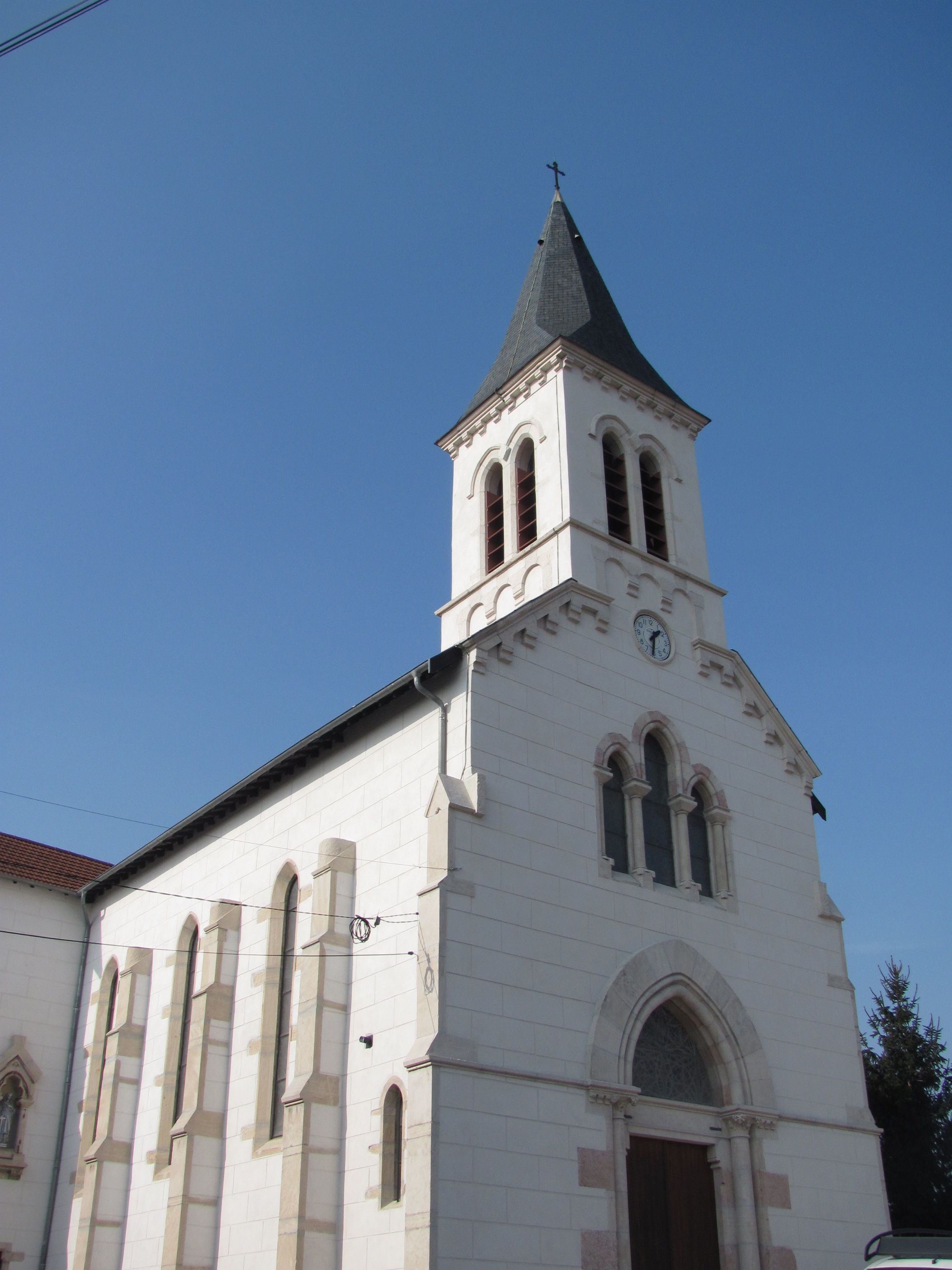
L’église du Mas Rillier.
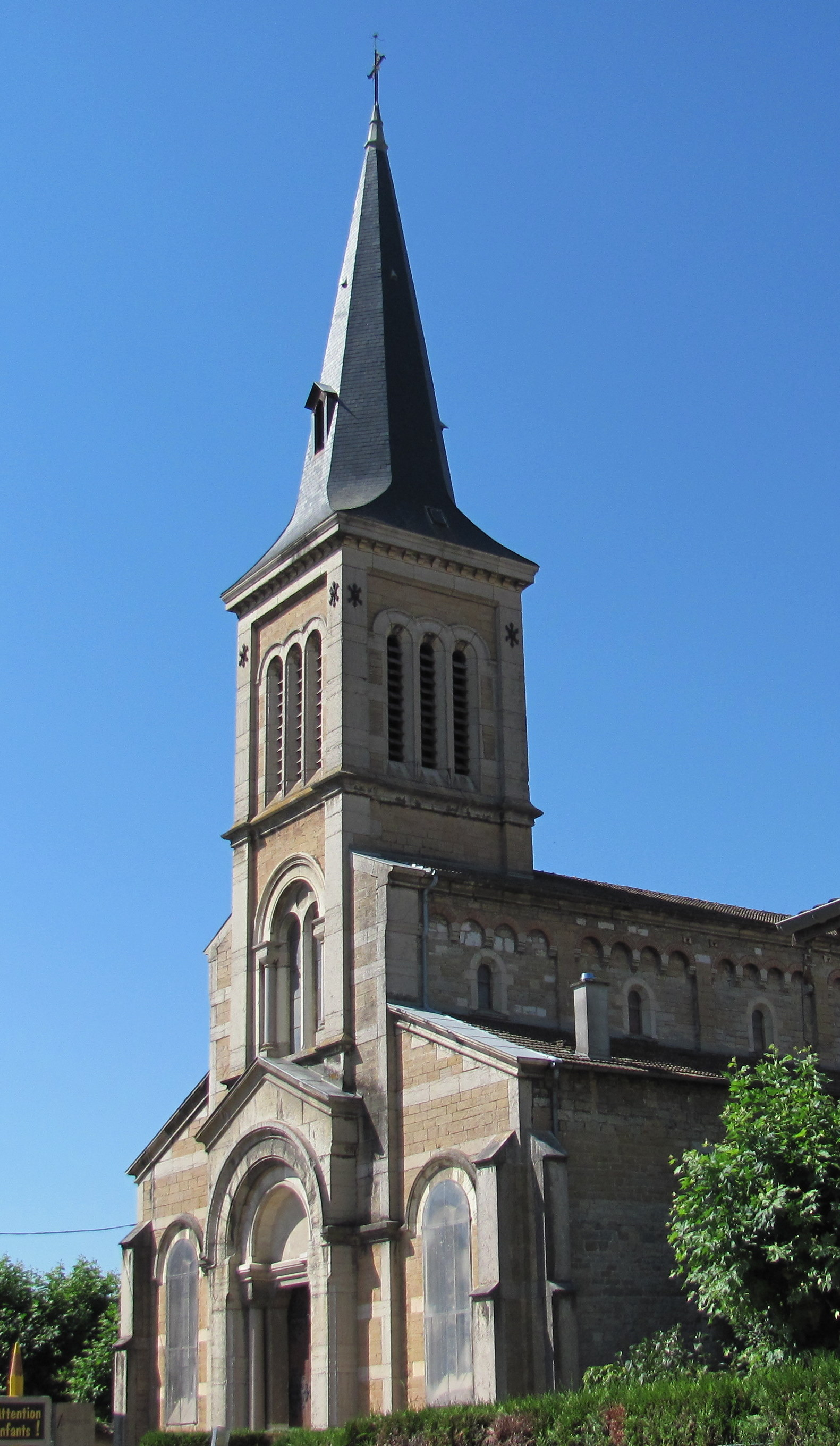
L’église Saint-Romain.
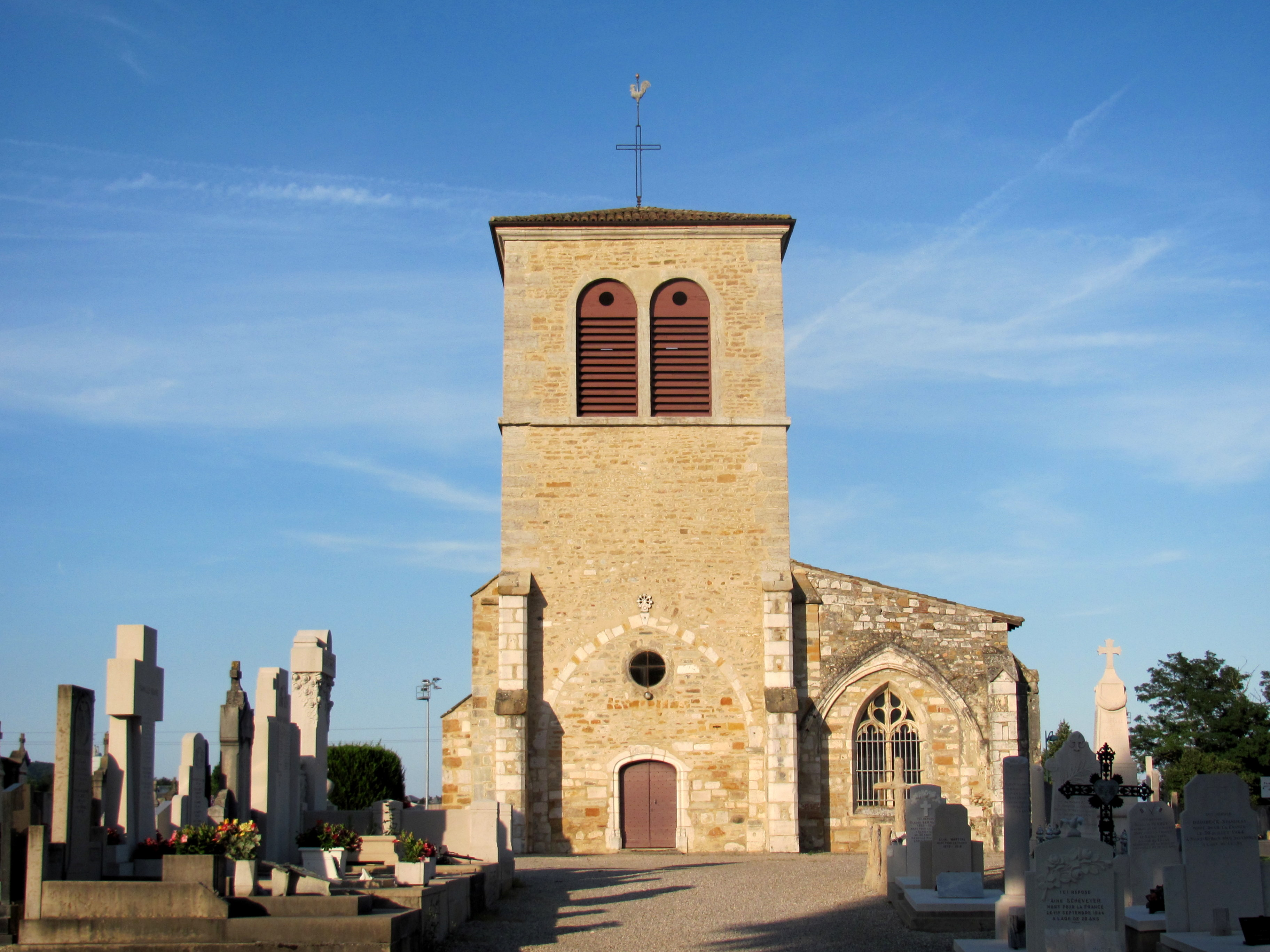
L’église Saint-Martin.

#### Culte musulman

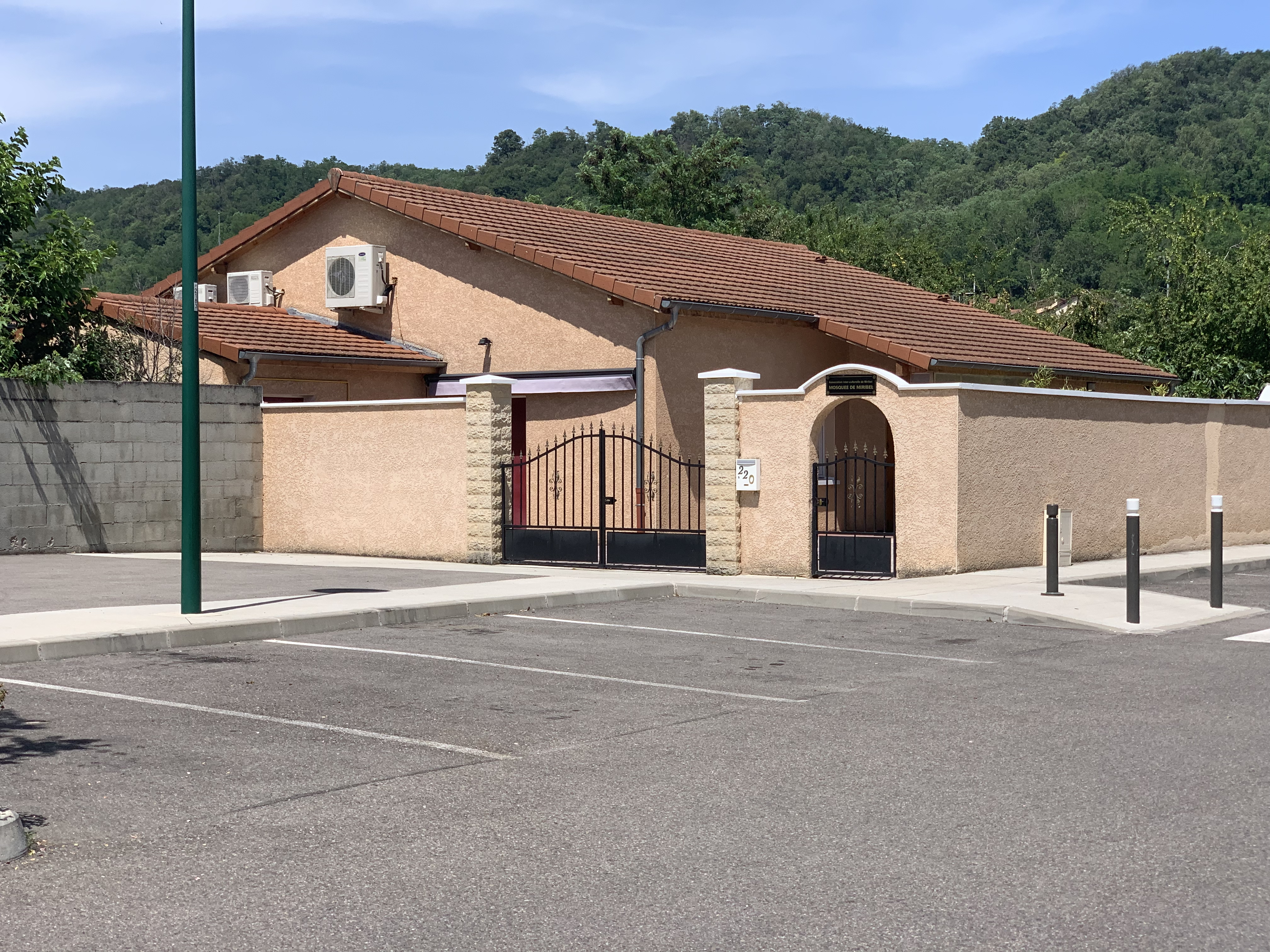
La mosquée de Miribel.

Le culte musulman se situe à la mosquée de Miribel au quartier du Trêve.

### Sécurité
En novembre 2005, la commune de Miribel, à l'instar de celle de Saint-Maurice-de-Beynost où la crèche Françoise-Dolto avait été totalement incendiée, est touchée par la vague d'émeutes de 2005 dans les banlieues françaises.
Le 15 novembre 2012, le ministère de l'Intérieur annonce le détail des quarante-neuf zones de sécurité prioritaire (quinze d'entre elles avaient été présentées dès l'été 2012). Les communes de Saint-Maurice-de-Beynost et de Miribel forment l'une d'entre elles, celle-ci faisant partie de la « seconde vague » et est relative à une zone « gendarmerie nationale ». Cette ZSP constitue la seule du département de l'Ain. Elle impliquera, en 2013, l'affectation de gendarmes supplémentaires à la brigade de Miribel. Cette décision de création de ZSP a étonné les élus locaux : Jacques Berthou a par exemple rappelé que « la commune de Miribel ne se singularise pas par sa délinquance » ; Pierre Goubet, de son côté, a déclaré que « ce n'est pas une bonne publicité. Mais les habitants savent que ce n'est pas le far-west ».

## Cinéma
Miribel a servi de lieu de tournage, en 2015 à la mini-série policière de Charlotte Brändström Disparue.

## Économie

### Revenus de la population et fiscalité
En 2009, la proportion de foyers imposables était de 61,6 %.
En 2010, le revenu fiscal médian par ménage était de 33 387 €, ce qui plaçait Miribel au 8 632e rang parmi les 31 525 communes de plus de 39 ménages en métropole.

### Emploi
En 2009, la population âgée de 15 à 64 ans s'élevait à 5 855 personnes, parmi lesquelles on comptait 76,3 % d'actifs dont 68,4 % ayant un emploi et 7,9 % de chômeurs.
On comptait 5 226 emplois dans la zone d'emploi, contre 4 049 en 1999. Le nombre d'actifs ayant un emploi résidant dans la zone d'emploi étant de 4 047, l'indicateur de concentration d'emploi est de 129,1 %, ce qui signifie que la zone d'emploi offre plus d'un emploi par habitant actif.

### Entreprises et commerces
Au 31 décembre 2010, Miribel comptait 777 établissements : 31 dans l’agriculture-sylviculture-pêche, 101 dans l'industrie, 72 dans la construction, 463 dans le commerce-transports-services divers et 110 étaient relatifs au secteur administratif.
En 2011, 76 entreprises ont été créées à Miribel, dont 47 par des autoentrepreneurs.

## Culture locale et patrimoine

### Lieux et monuments

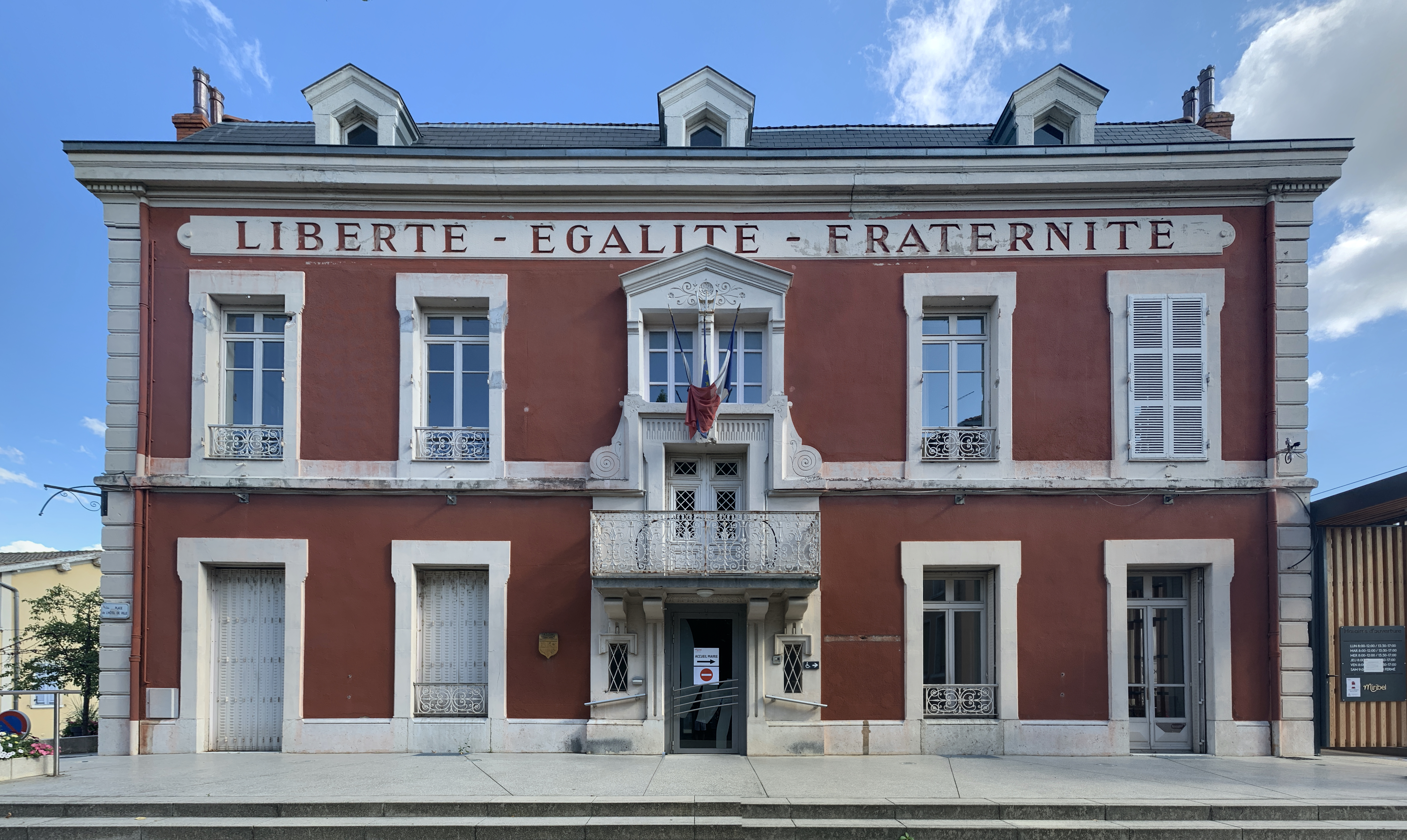
La façade principale de la mairie.

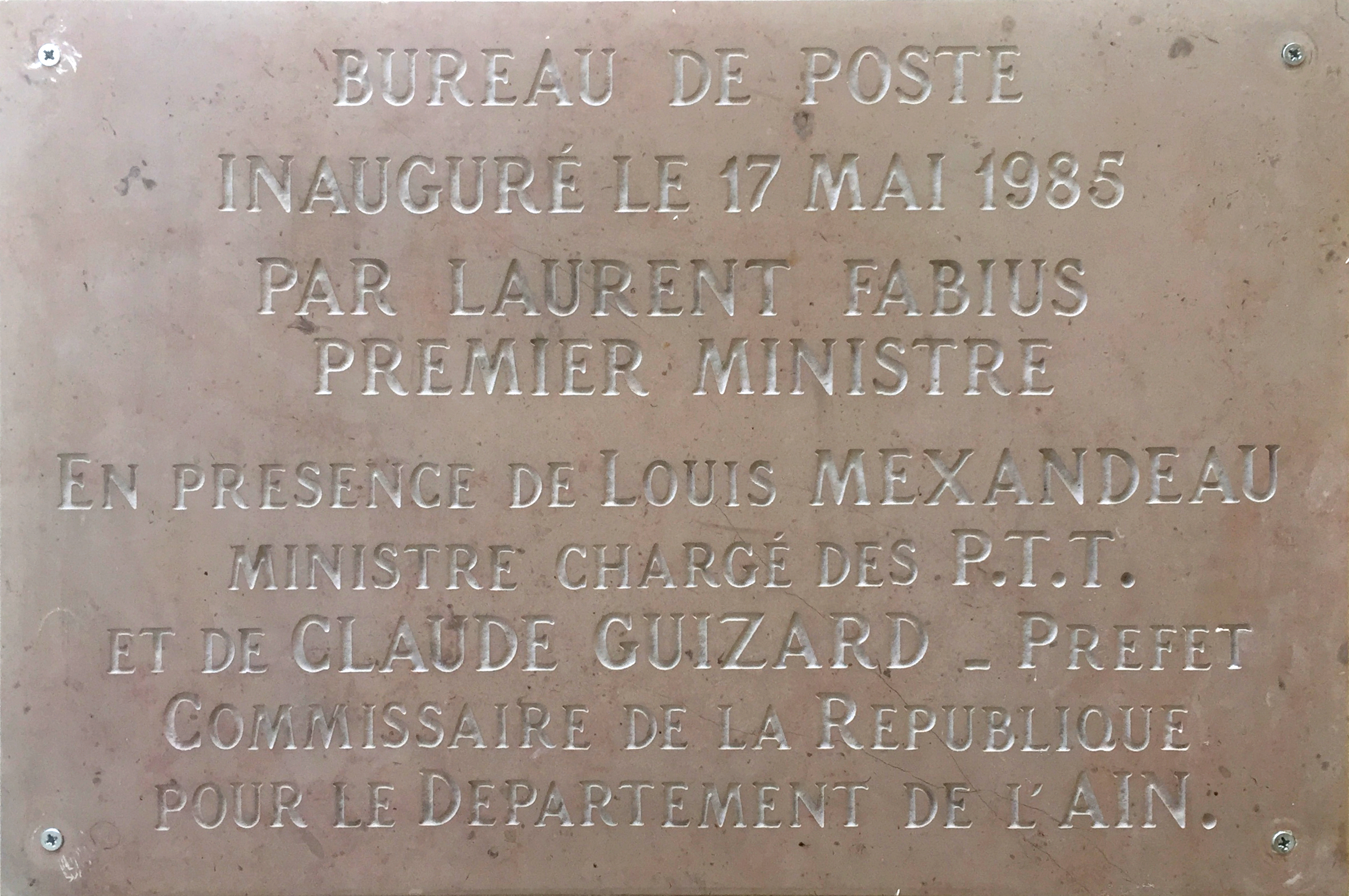
Plaque de l'inauguration du bureau de poste.

Henri Grobon, maître teinturier (puis maire de Miribel à partir de 1865) fit construire en 1857 de vastes bâtiments le long du canal de Miribel pour abriter les ateliers « Teinture impression apprêt gaufrage ». Il fit construire l'actuelle mairie pour sa propre résidence et aménagea le parc qui s’étendait jusqu'au bâtiment actuel de la perception qui était alors à usage d’écuries et de dépendances. En 1930, la commune de Miribel achète la propriété. Le bâtiment, de forme carrée, construit en calcaire blanc, est couvert d’ardoise. Ses façades opposées sont symétriques. Celles à l’est et à l’ouest possèdent chacune huit ouvertures dont deux portes rehaussées de corniches en bois à tête de lion et rameaux d’olivier.
En 1982, Alain Coquard, conseiller technique du ministre des PTT convainc Louis Mexandeau de créer à Miribel un bureau de poste pilote. Le bureau de Miribel sera le premier des dix bureaux-pilotes construits en France. Quelques années plus tard, tous les nouveaux bureaux seront conçus de cette façon. La première pierre est posée le 29 décembre 1983 en présence de Louis Mexandeau ; l'inauguration du nouveau bureau a lieu le 25 février 1985. Les architectes du bâtiment sont Christian Batton et Robert Roustit.
L'ancienne Caisse d'épargne a été érigée en 1910 sur un terrain cédé par la commune en 1909 à la Caisse d’épargne de Miribel-Montluel-Meximieux. Elle a abrité la Caisse d’épargne jusqu’en 1984. Depuis, il est occupé par les assurances AGF. Sur son fronton, on peut voir la représentation d'une ruche avec des abeilles et deux cornes d'abondance.
Le château de Miribel localement appelé parfois « vieux château du Mas Rillier » ou « Le Chastel », est un ancien château fort du XIe siècle, centre de la seigneurie, puis de la baronnie et enfin du marquisat de Miribel, dont les vestiges se dressent au hameau du Mas Rillier sur le coteau de la Côtière à environ 300 mètres d'altitude et qui devait constituer une position stratégique et permettre la surveillance de la plaine du Rhône.
La motte dite « Torche à Guillet ». En 1228, Humbert V de Beaujeu en fait aveu aux abbés de l'île Barbe. En 1327, Guichard de Beaujeu reconnaît la suzeraineté du Dauphin sur Miribel à l’exception de la petite « poype » surmontée d'une tour carrée. En 1348, le château est assiégé pendant trois semaines, pris et occupé par le Dauphin. Il est acquis avec le Dauphiné par le roi de France qui l'échange en 1354 au comte de Savoie.

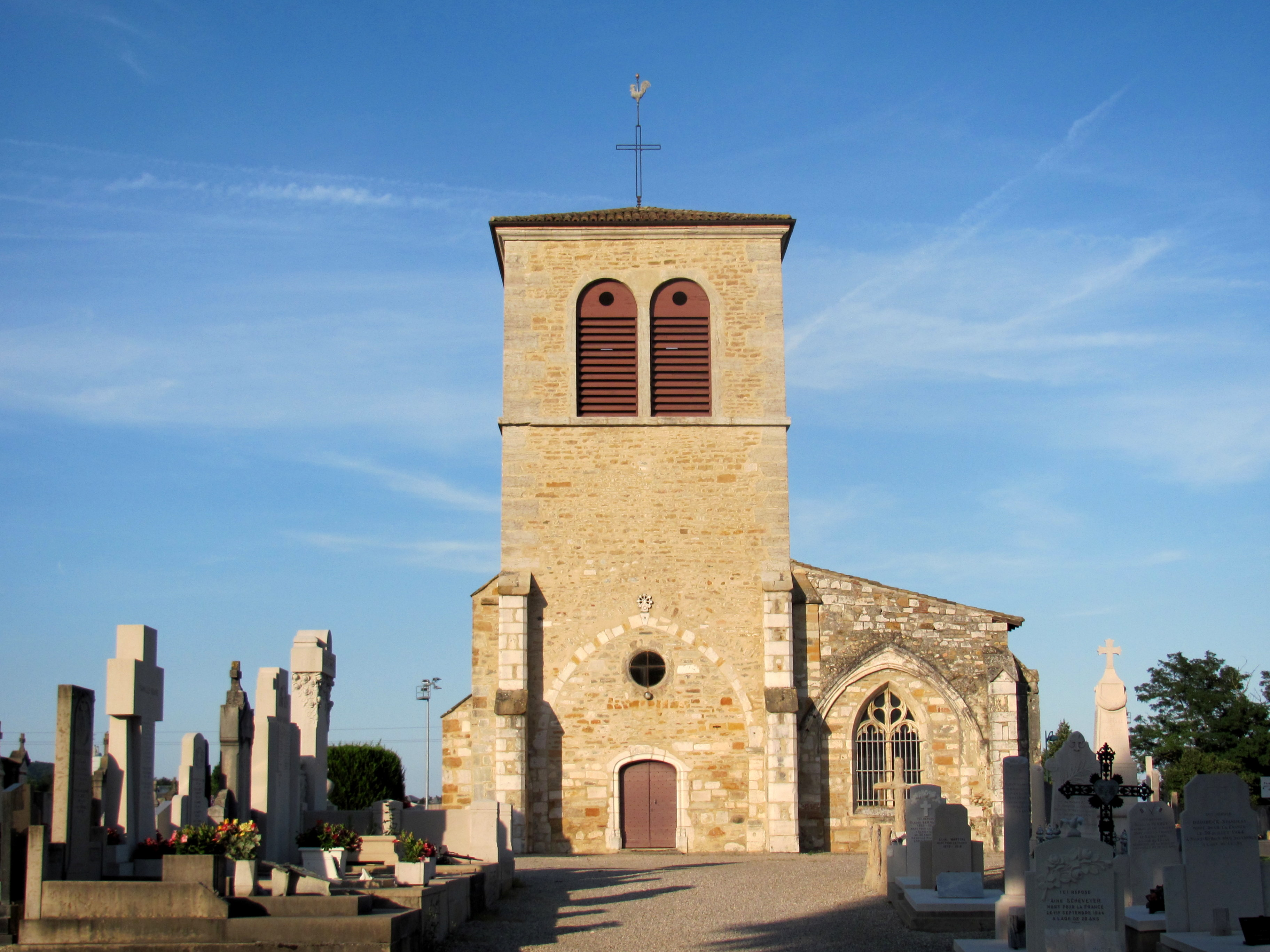
L'église Saint-Martin entourée du cimetière.

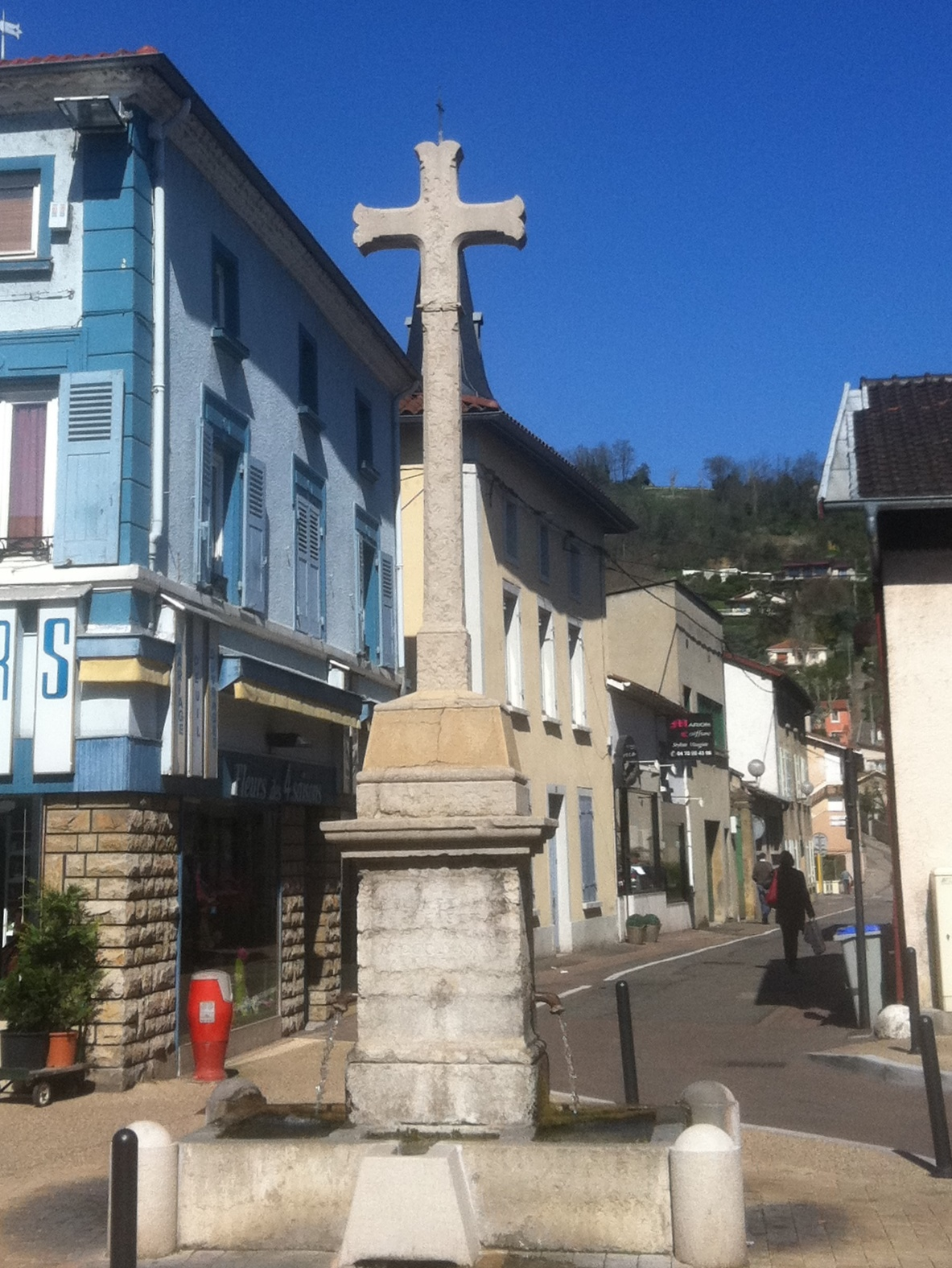
Le calvaire-fontaine de Miribel.

Le calvaire-fontaine de Miribel, place Henri-Grobon fait l’objet d’une inscription au titre des monuments historiques depuis le 25 juin 1929. La fontaine fut, à l’origine, une ancienne croix de mission. Elle apparaît déjà en 1748 sur un plan terrier[réf. souhaitée]. À la suite de l’exécution du curé de Saint-Romain, Claude Joseph Martin, guillotiné sous la Révolution à Lyon, elle devint un nouveau calvaire et on a gravé sur sa face nord le nom du supplicié. Dès 1832, à la suite de plusieurs années de sécheresse, ce monument fut transformé en abreuvoir en y accolant un bac sur trois de ses faces. Cette fontaine servira jusqu’au premier tiers du XXe siècle à puiser de l’eau et faire boire les animaux.
L'église Saint-Martin de Miribel fait l’objet d’un classement au titre des monuments historiques depuis le 24 novembre 1928.
Le carillon du Mas Rillier et son campanile sont inscrits au titre des monuments historiques depuis le 26 novembre 1993.
La Vierge du Mas Rillier est une statue monumentale de 32,60 m de haut, inaugurée le 5 juillet 1941. Elle est surnommée « La Madone ». Elle est visible de loin car elle est située sur le coteau allant de la Croix-Rousse jusqu'à Meximieux. Une plate-forme à la tête est accessible par un escalier intérieur de 152 marches. Il s'agit de la plus haute statue de France.
L'église Saint-Romain de Miribel fut érigée de 1846 à 1874. Au début du XIXe siècle, c’était une chapelle dépendant de l’Île Barbe, jouxtant un cimetière. L’église a été consacrée par François-Marie-Benjamin Richard, évêque de Belley, le 17 mai 1874.
Église Notre-Dame-du-Sacré-Coeur du Mas Rillier.
Chapelle Saint-Jean-Marie-Vianney des Échets.

### Patrimoine naturel

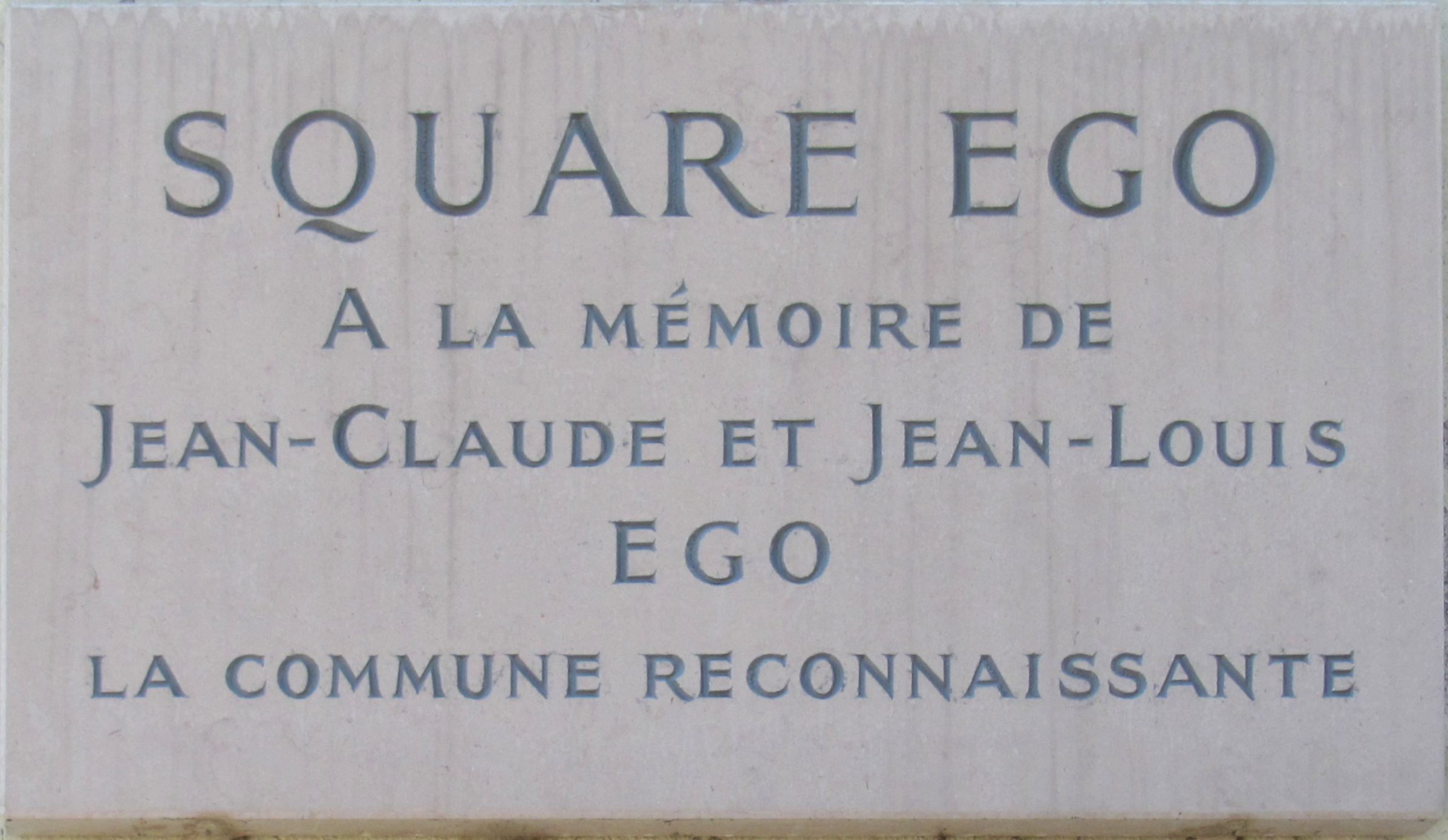
Plaque du square Ego.

Le Grand Parc de Miribel-Jonage est situé en partie sur la commune ; des élus de Miribel siègent, à ce titre, au Symalim. Le marais des Échets, partiellement asséché, est un site naturel inscrit situé à proximité du hameau des Échets.
Deux squares sont situés en centre-ville : d'une part, le square Ego réalisé grâce à une donation des frères Ego. Jean-Claude Ego était chimiste dans l'usine de traitement des étoffes du maire Henri Grobon. C'est dans ce square que fut érigé le monument aux morts de Miribel en 1921 ; il fut ensuite déplacé à son emplacement actuel en 1993 ; d'autre part, le petit square Lucien-Agnel créé à proximité de l'église Saint-Romain (sur l'emplacement d'une ancienne fabrique de carton.

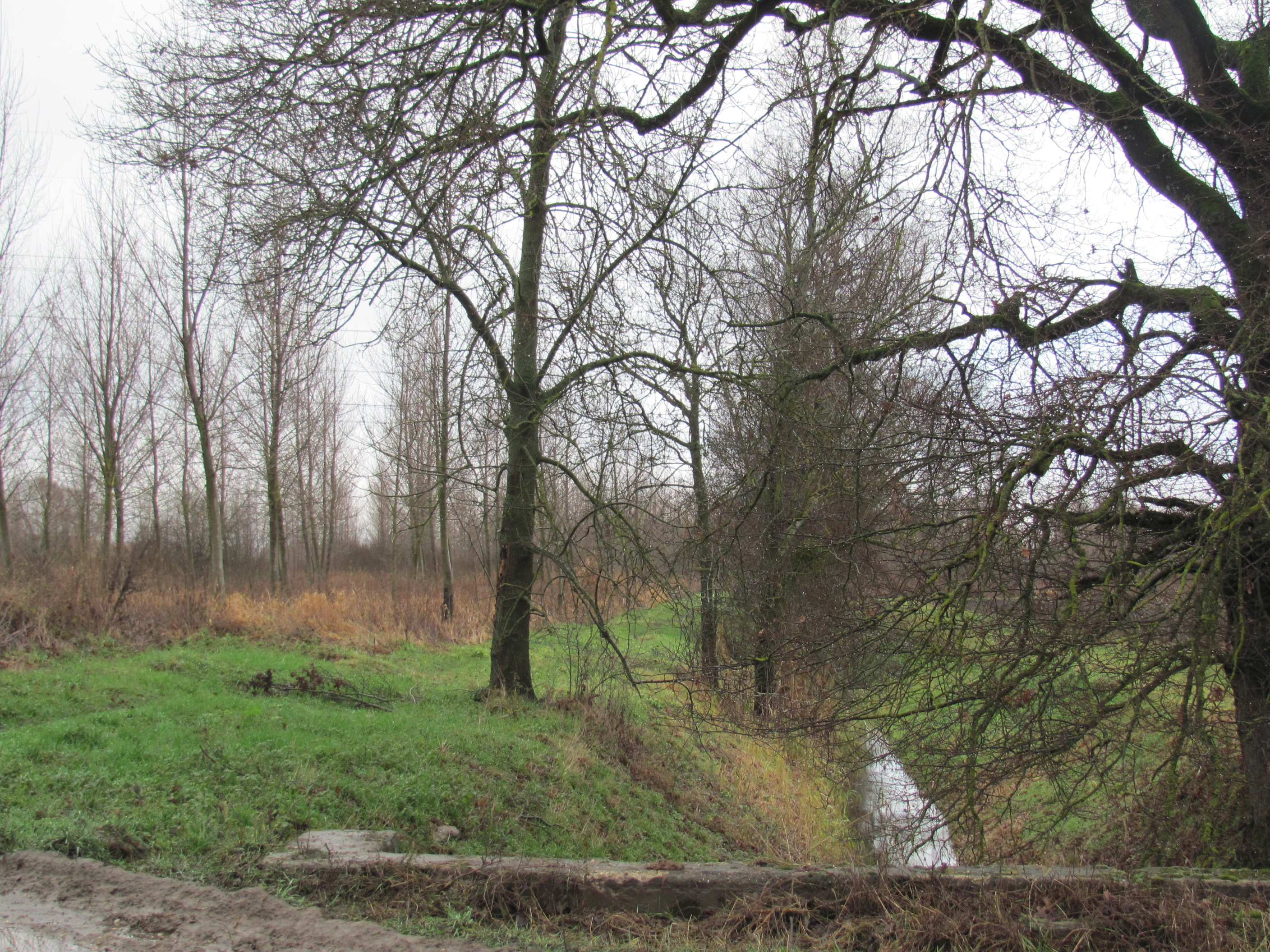
Partie asséchée du marais des Échets.
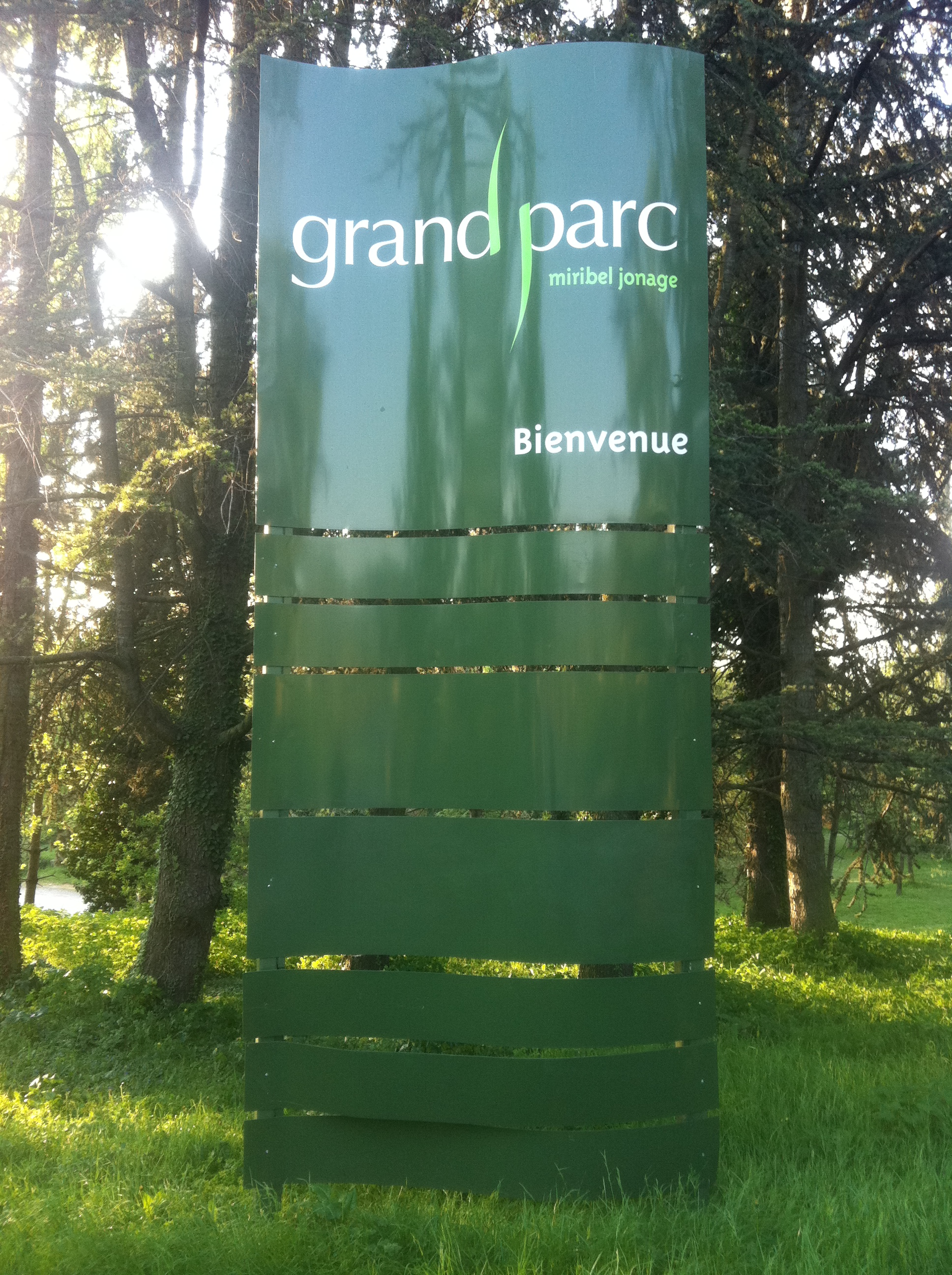
Panneau de bienvenue du parc de Miribel-Jonage, sur le territoire de Miribel.
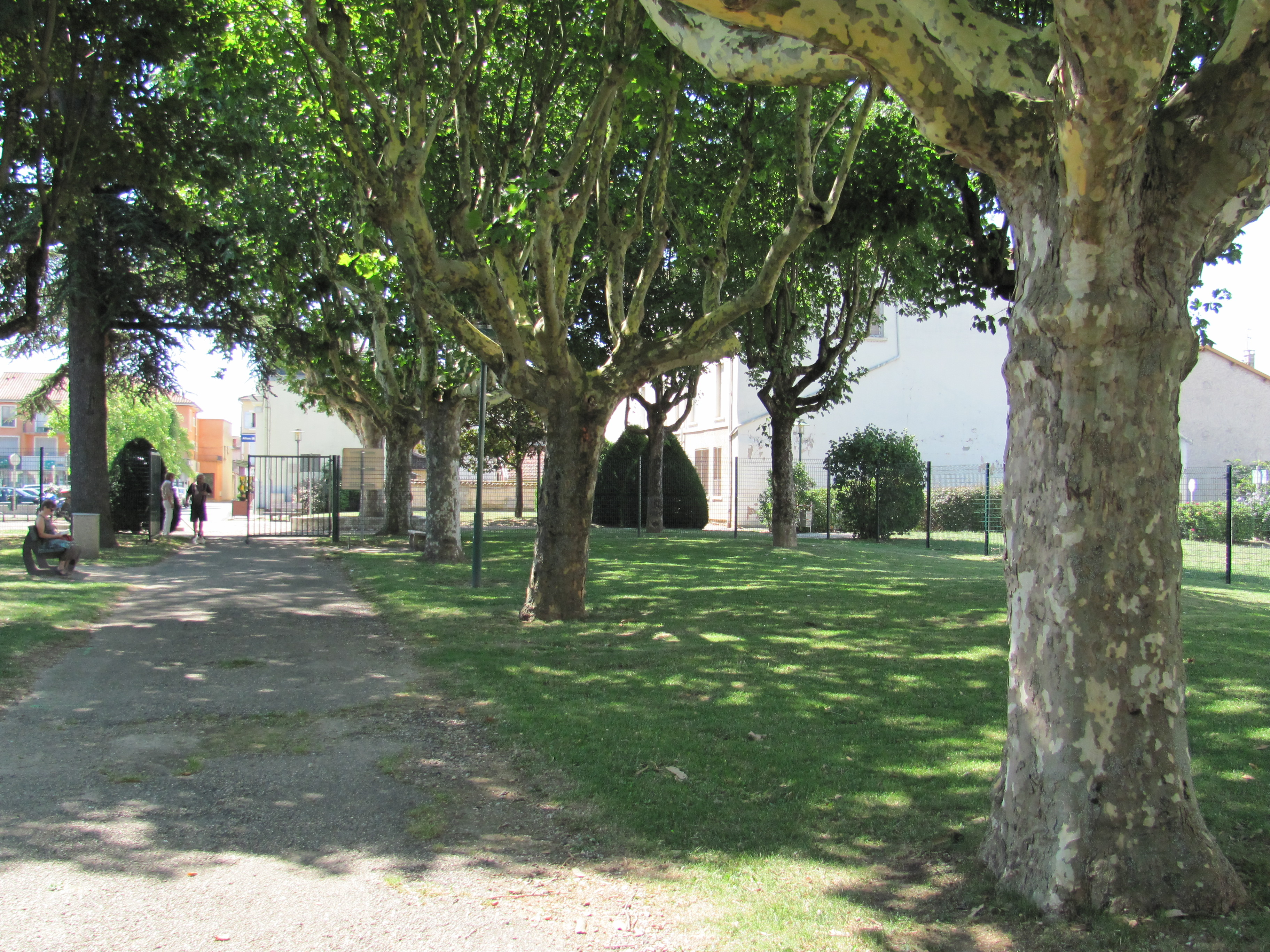
Vue du square Ego.

### Les brandons ou «Cavolet»
Une très ancienne coutume se perpétue encore de nos jours au Mas Rillier : les brandons. Les feux des brandons sont également appelés le "Cavolet".
Cette coutume est attestée au XVIIe siècle dans le Lyonnais. Le premier dimanche de carême, dit dimanche des brandons ou des bordes, la dernière mariée du village allume un bûcher. La fête est marquée par des rites agraires :
« Les paysans vont la nuit de ce jour-là avec des torches, de paille ou de bois de sapin, allumées, parcourir les arbres de leurs jardins et de leurs vergers, et les apostrophant les uns après les autres avec ces torches allumées, ils les menacent, s’ils ne portent du fruit cette année de les couper par le pied et de les brûler ».
La fête se déroule chaque année, le second samedi de février et consiste, avec l’aide de tracteurs et de remorques, à ramasser dans le village tout ce qui peut être combustible : bois, palettes ou branchages et le tout est amoncelé dans une ancienne carrière de la Montée Neuve. Le feu est allumé par les derniers mariés de l’année précédente et on danse la farandole tout autour. Lorsque l’intensité du feu faibli, les premiers mariés de l’année saute au-dessus des braises.

### Le carnaval

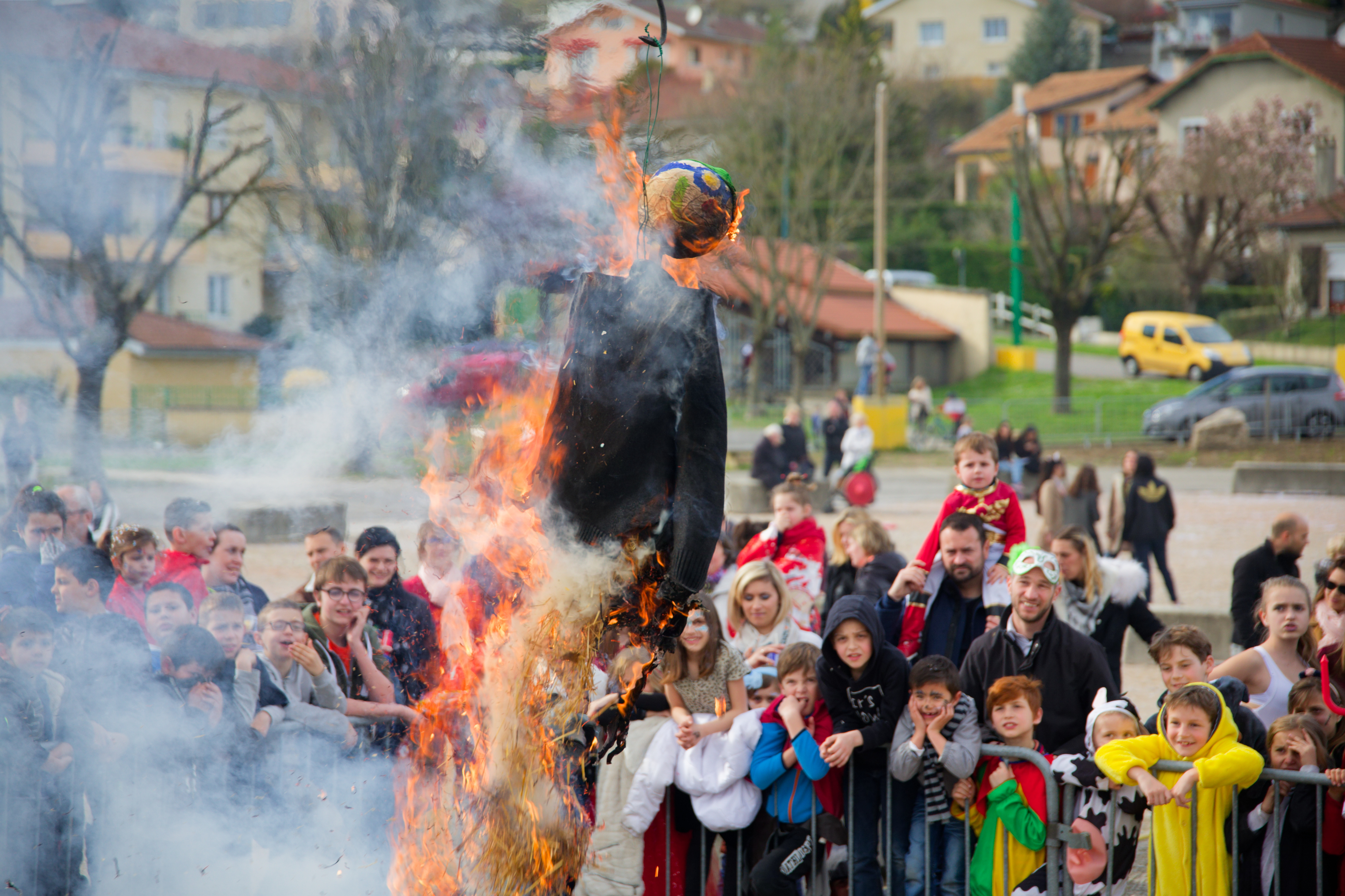
Monsieur Carnaval brûlant sous les yeux du public place de la République à Miribel le 31 mars 2018.

Le carnaval est une tradition vivace à Miribel, qui réunit chaque année des centaines de participants, sauf en 2020 et 2021 du fait des restrictions liées à la pandémie de covid-19. Un défilé parcourt la Grande Rue, autour de chars décorés par les associations locales. Une effigie de l'hiver, Monsieur Carnaval, est symboliquement brûlée à la fin du carnaval. Ce bûcher marque la fin de la fête, mais aussi le retour des beaux jours.

### Personnalités liées à la commune

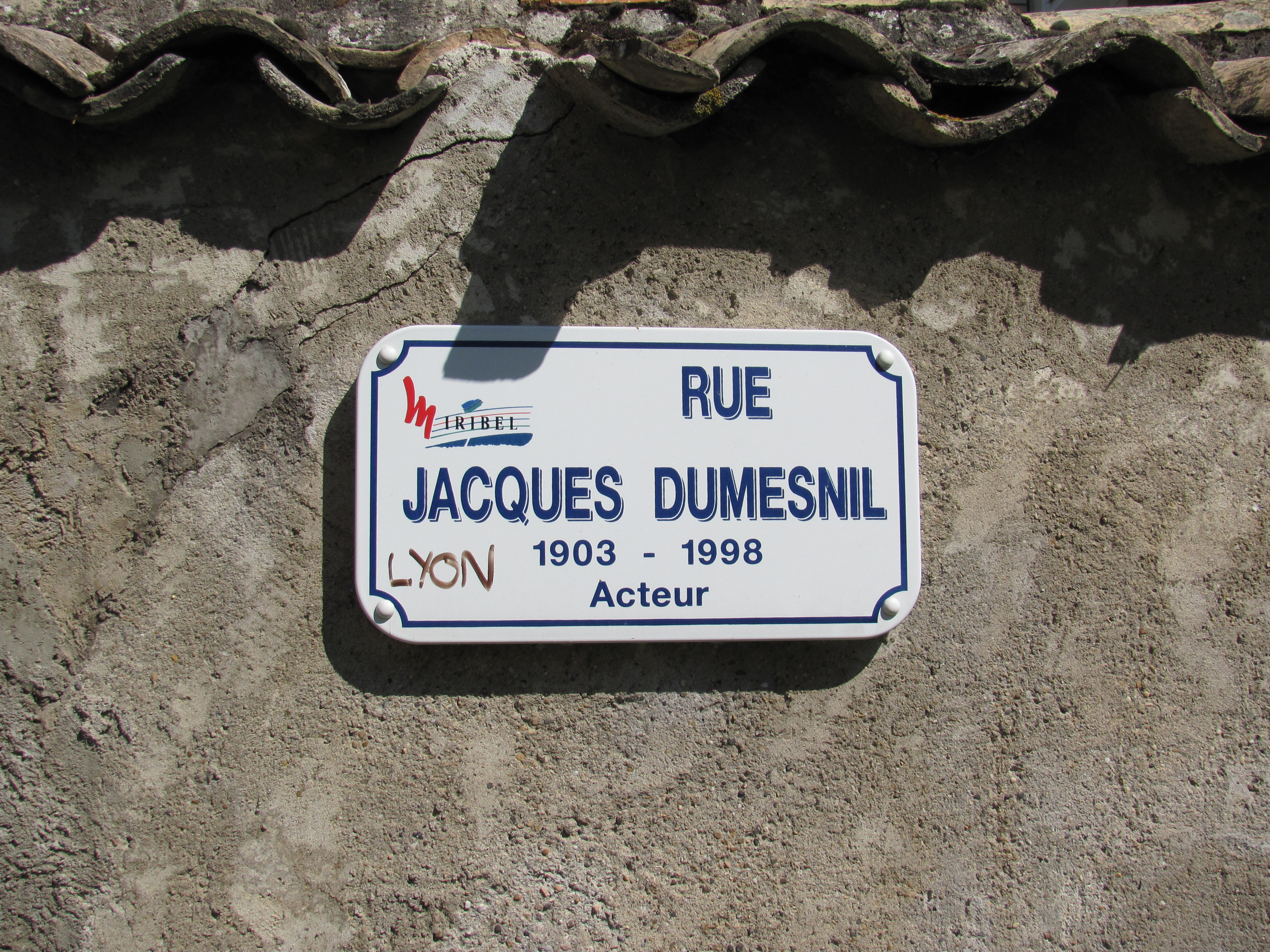
Plaque de la rue Jacques-Dumesnil à Miribel.

- Joséphine Guillon (1819-1913), créatrice de l'institution qui porte son nom, à Miribel.
- Jean-Marie Degoutte (1866-1938), militaire français.
- Pierre Thomas (1874-1952), curé du Mas Rillier et initiateur de la construction de la Vierge du Mas Rillier.
- Lucien Agnel (1892-1975), résistant et imprimeur de Miribel. Un square porte son nom à Miribel.
- Henri Deschamps (1899-1968), résistant habitant à Miribel ; participa à la création des Mouvements unis de la Résistance.
- Jacques Dumesnil (1904-1998), comédien, enterré dans la commune. Il était le frère d'Odette Joly, enseignante qui a donné son nom à une école maternelle de la commune. Une rue de Miribel porte son nom.
- Nelly Feld (1915-1987), résistante française, fut arrêtée par les Allemands, le 10 août 1944, au 97 avenue des Balmes à Miribel.
- Francis Rigon (né en 1944), coureur cycliste professionnel.

### Héraldique
| Blason de Miribel (Ain) | Blason  | Écartelé au premier de gueules à une gerbe de blé d'or, au deuxième d'azur à un huchet d'argent virolé et lié d'or, au troisième d'azur à un poisson d'argent posé en bande, au quatrième de gueules à une grappe de raisin d'or. |
| Blason de Miribel (Ain) | Détails | En 1947, le maire Pétrus Besson et son conseil municipal décident de transformer le marché couvert en une salle des fêtes. Pierre Le Gras (né en 1922), artiste miribelan est chargé du décor. Il crée également un blason pour mieux identifier la ville. En chêne massif, ce blason mesure 80 centimètres sur 70 et pèse près de 40 kilos. Ses symboles sont mis en valeur par la couronne sculptée qui les surplombe. L’inauguration de la salle des fêtes en juin 1948 sera également celle du blason qui trônait au-dessus de la scène. Le blason de bois peint va ensuite rester sur un mur, à côté du plan de la ville, jusqu'au mardi 4 février 1997, date à laquelle la salle des fêtes fut rasée. Il a été récupéré par un habitant dans la benne des déchets. Il est désormais dans la montée d'escalier d'une maison. En 1967, sous le mandat de Jean Meiffre, Miribel se dote d’un bulletin municipal. Le premier numéro voit le jour en 1968. En première page, apparaît le blason selon le modèle de Pierre Le Gras. Toutefois, les quartiers rouges et bleus ont été inversés, la couronne murale crénelée a été modifiée et la devise de la ville « Ante Omnia Patria » soit « La Patrie avant tout » a été ajoutée. Quatre quartiers égaux et alternés de gueules et d’azur frappés de la gerbe de blé (pour l’agriculture), de la trompe de chasse (qui se pratiquait dans les brotteaux des îles de Miribel et sur le plateau de Dombes), du poisson (pêche dans les îles et dans le marais des Échets) et de la grappe de raison (pour la viticulture). Un blason sculpté est également visible sur la façade de la mairie, à gauche de la porte d’entrée. |

## Pour approfondir